# パイレーツ・オブ・カリビアンの登場人物
- パイレーツ・オブ・カリビアン > パイレーツ・オブ・カリビアンの登場人物
  - パイレーツ・オブ・カリビアン/呪われた海賊たち > パイレーツ・オブ・カリビアンの登場人物
  - パイレーツ・オブ・カリビアン/デッドマンズ・チェスト > パイレーツ・オブ・カリビアンの登場人物
  - パイレーツ・オブ・カリビアン/ワールド・エンド > パイレーツ・オブ・カリビアンの登場人物
  - パイレーツ・オブ・カリビアン/生命の泉 > パイレーツ・オブ・カリビアンの登場人物
  - パイレーツ・オブ・カリビアン/最後の海賊 > パイレーツ・オブ・カリビアンの登場人物

パイレーツ・オブ・カリビアンの登場人物（ - とうじょうじんぶつ）では、映画『パイレーツ・オブ・カリビアン』シリーズの登場人物について記述する。
役名表記は「役者/日本語吹き替え版」とする。

## 主要人物
ジャック・スパロウ (Jack Sparrow)
演：ジョニー・デップ/平田広明
シリーズ通しての主人公。選ばれし9人の“伝説の海賊”の1人。伝説の海賊の証である「銀貨」は、モロッコのビーズと古代タイの金貨。東インド会社での懸賞金は、10001ギニーであり、海賊長の中で最も高い。
ウィル・ターナー (Will Turner)
演：オーランド・ブルーム、ディラン・スミス（幼少期）/平川大輔、内山昂輝（幼少期）
第1作から第3作の準主人公。本名ウィリアム・ターナー・ジュニア (William Turner Jr.)。「靴紐の（ブーツストラップ）ビル」として知られる海賊のビル・ターナーの一人息子。
幼い頃に父が失踪、彼は自身が海賊の息子だと言うことを知らずに幼少時代を過ごす。幼少時代はイギリスで母親と暮らしていたが、母親が亡くなり、その後ジャマイカ行きの船に乗り込んだ。しかしその船がブラックパール号に襲われ、漂流していた所をエリザベスに発見され一命を取り留める。以来ポート・ロイヤルで鍛冶屋として働いていた。エリザベスと恋に落ち、最終的には第3作で結婚した。剣術に長けており、さらわれたエリザベスを助けるため自ら海賊船に乗るなど勇敢な一面を見せる。実直、真面目な性格のため、ジャックに利用される事もあったが、両者は固い絆で結ばれている。
第3作では父親を助け出すためにベケット卿と交渉を行うなどした。デイヴィ・ジョーンズに胸を剣で貫かれてしまうが、息絶える寸前にジャックの手助けによってデイヴィ・ジョーンズの心臓を刺し、父親によって心臓を取り出され新しくフライング・ダッチマン号の船長として復活、ブラックパール号とともにベケット卿の乗るエンデバー号を挟み撃ちにして撃破した。
フライング・ダッチマン号の船長になったことで、10年に1度しか陸に上がることができない呪いを受けてしまう。そのため一旦船を降り、島でエリザベスと2人だけの1日を過ごし、彼女とセックスをして求め合う。その後、自分の心臓を入れた死者の宝箱をエリザベスに託して旅立ち、長い年月をフライング・ダッチマン号の船長として過ごすが、後に第5作で自身の息子のヘンリーが「ポセイドンの槍」を破壊し、呪いを解くことに成功、フライング・ダッチマン号から解放される。
エリザベス・スワン (Elizabeth Swann)
演：キーラ・ナイトレイ、ルシンダ・ドライゼク（幼少期）/弓場沙織、最上莉奈（幼少期）
第1作から第3作のメインヒロイン。ウェザビー・スワン総督の一人娘。
父親の勧めによりジェームズ・ノリントンとの結婚が迫られていた。しかし、ウィル・ターナーと恋に落ち、婚約した。ヘクター・バルボッサにさらわれてしまったり、『デッドマンズ・チェスト』ではジャックを助けた罪で監禁されたりするなどした。
また、デッドマンズチェストの後半では船に迫るクラーケンと戦い、囮にするべくジャックに手錠を掛けた。このためにジャックはクラーケンに飲み込まれてしまうが、『ワールド・エンド』で助け出された。
『ワールド・エンド』では父がベケット卿に殺されたことを知り、サオ・フェンが敵の襲撃を受け致命傷を負った時、エンプレス号の船長へ任命された。その後、海賊長達が集まって会議を行うブレズレンコートで、ジャックの票によって海賊王に選出された。その後、デイヴィ・ジョーンズとの戦いの際中、船上でバルボッサの読み上げでウィル・ターナーと結婚した。ウィルがデイヴィ・ジョーンズに刺されて死んでいくのを看取ったが、ウィルから離れなかったためジャックがウィルから引き離し、船の帆で空中へ脱出させた。ブラックパール号に戻り、ウィルとフライング・ダッチマン号が海底から復活を遂げたのを見ると、砲撃開始の合図に参加し、ベケット卿の乗るエンデヴァー号を撃沈した。ウィルが10年に一度しか上がれない体になったため、最後にはブラック・パール号を降り、島で1日をウィルと過ごして彼とセックスをし、夕日の沈む中でフライング・ダッチマン号とともに水平線へ消えるウィルを見届けた。10年後、ウィルとの間に生まれた息子と共に、ウィルとの再会を果たす。
彼女は活発で元気よく、自立心強い性格として描かれている。もともとは淑やかな女性だったのだが、シリーズ3作品を通して勇敢な海賊へと変貌を遂げていった。海賊となったのちも、婚約者であるウィル・ターナーや父親のウェザビー・スワンへの愛情は変わらない。大の酒嫌いで、理由は彼女曰く「お酒は最高に立派なはずの男性を最低のクズにする悪い飲み物だから」とのこと（第1作では、実際に無人島で火を起こして無人島の地下に備蓄していた酒を樽ごと放り投げて、狼煙にしていた）。ジャック・スパロウとはポート・ロイヤルで初めて出会い、自分を人質にとり海軍から逃げて行ったことに反感を抱いたが、その反面、自分の命を助けてくれたことに感謝の気持ちを抱き、うまくはいかないが彼が捕まるのを阻止しようと試みるような一面を持つ。
『ワールド・エンド』ではウィルに教えてもらった剣術を利用し、敵から自分の身を守るようになり、自然と2刀流で戦えるようにもなる。巧みな戦略を立ててして敵を倒し、ジャックにより海賊王となったのちもリーダーとしての力量も示してゆく。天性の才能にあふれた強い女性である。
ヘクター・バルボッサ (Hector Barbossa)
演：ジェフリー・ラッシュ/壤晴彦
全部で9人いる伝説の海賊の1人で、カスピ海の王として知られている。
常時ペットである猿のジャック・ザ・モンキーを肩につれている。かつては「コブラ号」の船長を務めていたが、当時カスピ海の海賊長だったロシア人海賊、キャプテンボヤルに襲撃され沈没。溺れていたところをラゲッティとピンテルに助けられ、以降彼らと行動を共にするようになる。船なしの海賊としてトルトゥーガで彷徨っていた所を、当時カリブ海の海賊長だったドン・ラファエルに雇われ、一旦はラファエルの手下として動く。ラファエルはバルボッサの悲惨な過去を知り、難破船入り江につれていくことを決意。海賊長の集う中、ラファエルはバルボッサに船が襲撃された過去を話すようにと勧める。船が襲撃され死にかけたという過去を海賊長に向けて全て話すと、ボヤルに復讐しに行くことを勧められる。バルボッサはここでボヤルに対しての復讐心が芽生え、その後キャプテンティーグとジャック・スパロウの力を借り復讐にいく。見事復讐に成功し、キャプテンボヤルとその仲間たちは絞首刑に処されることに決まる。そんな中バルボッサは、ボヤルを訪ねる。するとボヤルは、自身がバルボッサにした数々のことを謝罪し、そして死んでしまう自分の代わりにカスピ海の海賊長になるようにとバルボッサに願い出た。バルボッサはカスピ海の海賊長になることを承諾。海賊長の印として木片（ラゲッティの義眼）を譲り受け、同時に、沈没したコブラ号の代わりに、ボヤルの船であったコルダーニャ号を譲り受ける。しかしこの船は直ぐにはぐれ海賊に奪われてしまう。仕方なくバルボッサは、キャプテンティーグのはぐれ海賊狩りに参加する。その後何らかの事情でラゲッティとの繋がりを失い、海賊長の証である木片をしばらく手元から失う。その後ジャック・スパロウが船長を務めるブラックパール号の船員（一等航海士）となった。数ヶ月は一等航海士としてジャックとともに冒険をする。とある時、伝説の死の島であるイズラ・デ・ムエルタに行くことが決定するも、バルボッサは島の伝説を信じていなかったために反対する。しかしジャックが、正確な位置を示した地図を持っていたために島の伝説を信じる。するとバルボッサは宝を独り占めようと模索。そしてある晩、船員を唆しジャックを騙して船を乗っ取り、ジャックを孤島に置き去りにした。以降は自分が船長となる。その後、アステカの金貨を見つけて使い呆けたが、その金貨の呪いにかかってしまい、他の船員とともに10年間不死身の身体となって海を彷徨っていた。好物は林檎とカスピ海原産のキャビア。伝説の海賊の証である「銀貨」は、ラゲッティの義眼。東インド会社からは生死を問わず、10000ギニーの賞金が懸けられている。第5作では、彼の娘であるカリーナ・スミスが登場する。
第1作ではエリザベスの所持するアステカの金貨の最後の1枚を巡り、ジャックらと争う。ジャックとエリザベスを孤島に置き去りにするなどした。その後呪いが解けた瞬間にジャックの銃撃によって死亡する。
第2作でティア・ダルマの魔術によって復活。
第3作では、船を先導してジャック・スパロウを探しに出た。サオ・フェンに会い、伝説の海賊たちが集まったブレズレンコートでは司会と解説の役割を果たしている。また、船上でデイヴィ・ジョーンズやベケット卿の船団と闘っている最中、船長権限でウィルとエリザベスを結婚させた。ベケット卿に勝利した後、バルボッサは再びブラックパール号の船長となった。このとき、ジャックとギブスをトルトゥーガに置き去りにして、サオ・フェンの海図を独り占めしようと考えたが、ジャックにより肝心の中心部分が切り抜かれていた。
第4作では、黒ひげとの戦闘でブラックパール号と片脚を失い、その復讐のために英国王ジョージ2世に仕える私掠海賊となってジャックの前に現れる。ジョージ2世の命令で「プロヴィデンス号」の指揮を任されスペイン王よりも先に命の泉を発見するため、ジャックの持っていた地図の内容を覚えていたギブスに、生きるか死ぬかを迫り脅迫、なんとか連れて航海に出かける。島に到着した後はジャックと再会してスペイン人相手に共闘し、そして自分が英国王に仕えている本当の理由を明らかにした。その後、生命の泉での戦いでモウドクフキヤガエルの毒を塗った剣で黒ひげを刺し殺し、彼の死後は代わりにアン女王の復讐号の船長となる。ちなみに、片足を失った後に着けている義足は、中に酒を入れられるようになっている。
第5作では、サラザールによって自身の傘下の海賊たちが襲撃され始めたため、己の命と海の支配者としての地位を守るため、彼を倒すべく暗躍する。当初はジャックを生贄にサラザールと取引をしようとしたが失敗、部下のほとんどを殺され、その上アン女王の復讐号も沈められてしまう。マートッグら僅かに生き残った部下と共に、サラザールを倒すことのできる「ポセイドンの槍」を探すため、ジャックと共闘する。その後、カリーナの導きにより「ポセイドンの槍」が眠る島を発見し、彼女に渡したルビーの欠片を島のルビーに嵌めて封印を解く。最期はカリーナを守るため、追ってくるサラザールと共に海の中へと呑み込まれた。
ヘンリー・ターナー（Henry Turner）
演：ドミニク・スコット・ケイ（第3作）、ブレントン・スウェイツ（第5作）/大久保祥太郎（第3作）、中川大志（第5作）
第5作の準主人公。ウィリアム・ターナー・ジュニアとエリザベスの息子。
フライング・ダッチマン号に囚われた父を呪いから解放するため、海に関するありとあらゆる神話や伝説を調べ上げ、呪いを解くことのできるのが「ポセイドンの槍」であることを突き止めた。その所在を知っているといわれるジャック・スパロウを探している。
カリーナ・スミス（Carina Smyth）
演：カヤ・スコデラリオ/栗山千明
第5作のヒロイン。優秀な天文学者だが、「魔女」として処刑されかけていた。
「ポセイドンの槍」の所在が書かれた古文書を解読し、ジャック、ヘンリー、バルボッサと共に「槍」を探しに航海に出る。気丈な性格で、どんな状況でも誰に対しても物怖じしない。バルボッサの娘だが、幼少期に古文書とそれを解くためのルビーの欠片と共に、孤児院に預けられた。「カリーナ」とは北の空で一番明るい星の名を指す。

## ブラックパール号
ジョシャミー・ギブス航海士 (Joshamee Gibbs)
演：ケヴィン・R・マクナリー/青森伸
ジャックの右腕的存在で航海士。裏切りが常である海賊たちの関係の中、常にジャックを信じ、彼の味方でいようとする。酒好き。ジャックからは、「ギブス君（Mr.Gibbs）」とよく呼ばれる。博識で古来より伝わる海の伝説を数多く知っており、その解説役の一面を兼ね合わせている。
元英国海軍の軍人で、その頃から酒を入れた携帯ボトルをずっと愛用している。
第1作では幼少期のエリザベス・スワンが英国からポートロイヤルに来る航海の際にジェームズ・ノリントンの部下となっていた。その10年後にはなぜかトルトゥーガにおり、汚い身なりで豚に囲まれて眠っていた。ジャックとの再会後は仲間になり、第2作、第3作と船員として活躍。
第4作ではロンドンで捕まって裁判にかけられていたところをジャックに救出されるも、その後英国海軍に囚われ、バルボッサを命の泉へと案内することとなる。
第5作では一時的にジャックを見捨てるが、すぐに仲間に戻る。
ラゲッティとピンテル (Ragetti & Pintel)
演：マッケンジー・クルック（ラゲッティ）、リー・アレンバーグ（ピンテル）/高宮俊介（ラゲッティ）、佐々木梅治（ピンテル）
バルボッサの手下。ジャック曰く「ノッポとチビ」。ラゲッティは右目が木製義眼の海賊、ピンテルは頭の剥げた髭面の海賊。ピンテルはエリザベスに対して「hello, poppet.（やぁ、かわいこちゃん）」とよく言う。二人とも下っ端だが、ジャックが船長をしていた頃からの古参である。
第1作では、二人ともアステカの金貨によって呪われ、満たされる事のない欲望と死ねない身体になっており、バルボッサの配下としてジャック・スパロウ達と戦ったが、英国海軍との戦闘中に呪いが解けてしまったために他の仲間同様降伏し、ポートロイヤルに監禁された。
第2作ではポートロイヤルの鍵の番をしている犬を手なずけて脱獄、その後浜辺に停められていたブラックパール号を奪おうとするが、ペレゴストス族がジャックを追いかけて大挙して迫ってきたため、その場の勢いでジャックの手下になり、第3作でもウィル達とともに世界の果てへと向かう。第1作では不死身であるのをいいことに無鉄砲な一面があったが、第2作からは呪いが解けて不死身では無くなったため行動が慎重になっている。
第3作ではラゲッティの義眼がバルボッサの「銀貨」であることが判明、さらにそれらにカリプソを解放するための力が秘められていることが判明した。その際義眼は焼失したため、以降彼は代わりに眼帯を付けている。
コミックリリーフのキャラクターとして描かれているが、フライング・ダッチマン号の船員達と互角以上に渡り合った。また、バルボッサから「銀貨」を託されていたことから、それなりに信頼のおかれた部下であったことがわかる。
猿のジャック (Jack the monkey)
バルボッサの飼っているシロガオオマキザル。第1作のラストシーンでアステカの金貨を盗み、再び不死身の猿になる。第2作以降もブラックパール号に乗船しており、しょっちゅうジャック・スパロウにいたずらをする。逆に、ジャックはストレス発散の一環としてしょっちゅう彼を銃で撃つ。ラゲッティの義眼が気になるらしく、ラゲッティが居る時はいつも奪っている。第3作では微力ながら戦闘にも参加し、仲間の危機を何度も救っている。第4作では、ブラックパール号やコットンのオウムと共に瓶の中へ閉じ込められている。しかし第5作では、ブラックパールとともに瓶から5年ぶりに復活し、最終的にバルボッサ死亡において長年の主を亡くした為、仕方なくジャックになつくようになった。
コットンのオウム
第1作目から登場するコットンのペットのオウム。バルボッサのペットの猿ジャックと同様にいつもコットンの肩にいて、舌を切られてしゃべれなくなってしまったコットンの代わりに会話をする（聞かれたことに返事をしたり、ちょっとした短い言葉を喋る程度で、人間同様に会話が続くわけではない）。3作目では、シンガポールの戦いにおいて猿のジャックと共に微力ながら戦闘に参加し、仲間の危機を救っている。評議会の戦いにおいて、東インド貿易会社の艦隊を目の前にし怯み、船を捨てろと言い残し逃げ出している(これがコットンの意思であったかについては不明)。4作目ではブラックパール号、猿のジャックと共にボトルに閉じ込められている。5作目には登場しない。
マーティ(Marty)
演：マーティン・クレッバ→ジェームズ・アーノルド・テイラー/うすいたかやす
第1作の途中からジャックと共に同行する小柄な海賊。ブラックパールでは主に見張りをする。第3作の終盤で、泥酔するジャックを見限りバルボッサに付いていく。その後の第4作目の間に起きた黒ひげの奇襲により、行方知れずとなっていたが、第5作では序盤よりジャックの仲間となっている。
カリブ海を拠点に活動した小身の海賊であり、山椒は小粒でもピリリと辛いと言うように、マーティは小柄であったがタフで、船の上でも陸でも3倍の背丈もある敵に強烈なパンチを繰り出した。
マーティの生涯についてはあまり知られていないが、彼は寄せ集めの乗組員としてHMS＜インターセプター号＞や＜ブラックパール号＞でキャプテン・ジャック・スパロウに仕えた。死者の宝箱捜索後、マーティはクラーケンの襲撃を生き延びた数少ない乗組員のひとりとなった。彼はまた、多くの海賊とともに自由を求めてカトラー・ベケット卿の艦隊に挑んだ。
コットン (Cotton)
演：デヴィッド・ベイリー
第1作で途中からジャックと共に同行する老いた海賊。第1作以前にマンガードという人物に舌を切られてしまったため話せないので、肩に止まっているオウムが彼の代わりに話している。しかしながら、口がきけない彼がどのように仕込んだのかは一切不明である。ブラックパールでは主に舵取りをする。
アナマリア(Anamaria)
演：ゾーイ・サルダナ/湯屋敦子
マーティやコットンと同じく、途中からジャックと共に同行する男勝りの女海賊。一人称は「俺」。彼女の台詞によると、「ジャックには船の借しがある」らしい（ちなみにその船は、ジャックが初めてポートロイヤルに現れた時に沈没してしまったもの）。他の二人とは異なり、ジャックが船長に復帰してすぐ船を下りているため、第2作以降は登場しない。
経歴
アナマリアは5人姉妹の末っ子として生まれた。アナマリアは母親とともに、ポートロイヤルで5隻の船と倉庫を使って密輸業を営んでいた。倉庫のある通りは「スティングレイズ」と名乗るギャング集団の「保護」下に置かれていた。アナマリアの最初の単独密輸任務では、家族の船の1つであるジョリーモン号に乗り込んだ。
アナマリアの密輸旅行は、海賊キャプテン ジャック スパロウとの遭遇により悲惨な結末を迎えた。ジャックは彼女からジョリー モンを盗み、あるいは海賊自身の言葉を借りれば「許可なく借りたが、取り戻すつもりでいた」。しかし、結局ジョリー モンはポート ロイヤル港の底に沈んだため、彼は決してそうしなかった。アナマリアの家族にはジョリー・モンの代わりを買う余裕がなかった。ジャックが盗難の借金を返済しなければならないと信じていたアナマリアは、トルトゥーガにいる間にチャンスを得た。
ギブスの助けを借りて、ジャックはインターセプター号に乗船する雑多な乗組員を募集していた。彼女は性別、身元、顔をつばの広い帽子の下に隠し、ジャックが雇おうとしている船員の列の最後尾近くに立っていた。彼女は船長に「我々にとってどんなメリットがあるの？」と叫んだ。ジャックが帽子を脱いで近づいてくると、彼女は強調するために彼の顔を平手打ちした。ジャックはそれが当然だと認めた。残念ながら、ジャックはアナマリアが優秀な船乗りであることを知っており、彼女を船に乗せる必要があることを知っていました。彼女をなだめるために、ジャックは彼女に別の船を与えることを約束し、ウィル・ターナーの介入によりインターセプター号が与えられた。それでも、アナマリアは彼の乗組員に加わり、イスラ・デ・ムエルタとブラックパール号に向けて航海することを納得した。
実際、ターナーがエリザベスを救出した後、ジャックがイスラ・デ・ムエルタでの救出中に遅れをとったため、アナマリアが船の舵を取った。彼女はしばらくの間ブラックパール号を追い越し、バルボッサの船が追いついたときには呪われた海賊たちと交戦した。最終的に乗組員は捕らえられ、インターセプター号は破壊され、その後すぐにアナマリアと他の者たちはブラックパール号の営倉に閉じ込められた。船がイスラ・デ・ムエルタに戻ると、エリザベスはパール号に潜入し、ジャックの乗組員を救出し、ウィル救出を手伝ってくれることを期待した。しかし、海賊たちはジャックが船を借りていることを思い出し、ブラックパール号を奪うことに決めた。しばらくして、ジャック・スパロウの絞首刑が計画されていたとき、アナマリアはブラックパール号をポート・ロイヤルに操縦し、ジャックの脱出を待った。ウィル・ターナーの助けを借りて、ジャックは絞首縄を逃れ、砦から落ちた。パール号は入り江を回り、ジャックは船に乗せられた。アナマリアは船の指揮をジャックに譲り、単に彼の乗組員の一人として働くことに満足した。しかし、風はパール号がジャマイカを離れ、ノリントンから逃れるには十分ではなかった。ジャックを絞首台から救出した3日後、アナマリアはジャック、ギブス、マーティと合流し、ジャマイカのジャングルを抜けてウィンドワード・コーブへと旅立った。そこは長年幽霊が出ていて島の魔法で守られていると言われている場所である。ジャックはコーブへの旅に不安を表明したにもかかわらず、根拠のない迷信に屈するのではないかと苛立ちを表明し、旅を続けるよう主張した。
ついに入江に到着した海賊たちは、そこが生き返ったかのような骸骨で覆われていることに気づいた。ジャックが骸骨がロープで操られていることに気づいたとき、ウィンドワード入江の本当の住人が姿を現した。それは、ムッティという女性が率いる元奴隷のコミュニティだった。アナマリアと他の海賊たちはマッティに案内されて入植地へ向かった。ジャックはマッティが持っていた地図を欲しがっていた。ジャックがマッキー・シャックルズとその仲間による襲撃から入植地を守るのを手伝った後、マッティはジャックがポートロイヤルを離れる計画のために欲しがっていた地図を海賊たちに渡し、彼らを送り出した。
地図は持っていたが、風はまだパール号の乗組員に味方していなかった。ポート ロイヤルに閉じ込められたまま、アナマリアはジャック、ギブス、マーティを町にある家族の密輸本部に連れて行き、パール号を解放するための移動手段として家族の別のボートを借りるつもりだった。姉妹たちは、盗んだジャックのような悪党を隠すことに不満で、ましてや別のボートを使うことなど望んでいなかったが、母親はアナマリアの言うとおり、代わりのボートを手に入れるためにはジャックを生きたまま解放する必要があると同意した。
アナマリアと他のメンバーが滞在中、彼女の家族はギャング抗争に巻き込まれました。彼らからみかじめ料を搾取していたスティングレイ ギャングは、メンバーの「ビッグ サンディ」と「スリッパリー ジム」が仲違いしたため、2つのギャングに分裂した。ジムの派閥「ボウスプリット ボーイズ」は、すでに支払われているにもかかわらず、アナマリアの家族は1週間分の借金があると主張した。ジャックが介入し、彼らと戦った。アナマリアと他の海賊たちが借りたボートを港から出港する準備をしている間、ジャックはパール号への補給で利益を得ようと、スティングレイズとバウスプリット・ボーイズをギャング抗争で互いに戦わせた。ギャング同士の争い、彼らを逮捕しに来た兵士、そして気をそらすためのラム酒によるドックの爆発に乗じて、アナマリアと他の海賊たちはボートで漕ぎ出し、貿易風を捉え、マッティの地図に従って目的地に向かった。
彼女はセントピランズブレードの戦いの間も船上に留まり、ジャックが1か月間乗組員を見捨てたように見えた時に彼を追跡した。彼女はトルトゥーガで彼を見つけたが、そこで彼はジェームズ・ノリントンとその部下に追われていた。ジャックはアナマリアを陽動作戦に利用して現場から逃げたが、戻って彼女を拾い、ブラックパール号に戻った。二度呪われたジャックの元乗組員たちが商船を乗っ取ってスパロウを待ち伏せした後、彼女は非常に機転が利くことを示した。アナマリアは乗組員に連続射撃をして彼らを船外に叩き落とし、さらには甲板長を海に送り込んでジャックの命を救った。ジェームズ・ノリントン提督がトリポリ沖でハリケーンで船を失った時も彼女はパール号にいた。デイヴィ・ジョーンズがジャック・スパロウの借金を返済した時点では、アナマリアは未だ明らかにされていない状況下でスパロウの乗組員ではなくなっていた。

## 英国海軍・東インド会社
カトラー・ベケット（Cutler Beckett）
演：トム・ホランダー/横島亘
東インド貿易会社の権力者。イングランドの商人の家で育った。会社の利益を第一に考えている。口癖は「It's just good business.」（字幕では「損のない商取引を」、吹き替え版では「全ては利益のため」と訳された）。ベケット卿という風に称号をつけて呼ばれる場合もある。
映画では第2作から登場したが、キャラクターの設定では第1作以前に、ジャックと面識があったという。その昔ベケットはジャックを雇っていて、ある日奴隷船「ウィキッド・ウェンチ号」を運搬する役割を命じた。しかし、ジャックは船に乗っているのが奴隷だとわかると運ぶのをやめ、乗っていた奴隷たちをアフリカ大陸で解放した。これに激怒したベケットはジャックの船を沈め、海賊を意味する「P」の焼印を押すよう命じた。因みにウィキッド・ウェンチ号はデイヴィ・ジョーンズによって修復され、後のブラックパール号となる。
安定した通商を妨げる海賊達の根絶やしを目論む。狡猾で頭の切れるベケットは、ノリントンが持ってきたデイヴィ・ジョーンズの心臓を使ってジョーンズの弱みを握ることを考えた。それにより、デイヴィ・ジョーンズのペットであるクラーケンを本人自ら殺すように命じ、ジョーンズとダッチマン号を会社の思うがままに操ろうとした。衛兵にジョーンズの心臓を見張らせ、命令に従わなかった場合は殺すように命令した。一方でノリントンには昇格を持ちかけ、ダッチマン号に常駐させた。
第3作では、冒頭で海賊容疑で逮捕した大勢の人々を絞首刑にするよう砦で命じた。その後エンデヴァー号を基点にして、ジョーンズに父親を拘留されているウィルやサオ・フェンらと交渉を進める等した。後半では東インド会社所属の大艦隊を率いて登場。デイヴィ・ジョーンズ率いるフライング・ダッチマン号がジャックらによって沈められたのを見た後、勝利を確信して単艦でブラックパール号に接近していくが、ブラックパール号と、海の中から復活したウィルが率いるダッチマン号に挟まれ、エンデバー号は両翼から激しい砲撃を受ける。予期せぬ反撃に完全に動転してしまった彼は、部下から指示を求められても呆然とした顔で「It's just...good business（損のない商取引を/全ては利益のため）」としか呟かなかった。そして、乗員が次々と船を捨てていく中、彼は炎の中に消えていった。
ジェームズ・ノリントン (James Norrington)
演：ジャック・ダヴェンポート/森田順平
エリザベスに求婚する英国海軍士官。ジョージ2世に忠誠を誓った周辺海域の最高責任者であり、海賊を討伐する職責を負っている。平和を乱す海賊を疎ましく思っている。厳密に言うとその役職は提督(Admiral)ではなく、それに準じた地位である代将（Commodore）である。
エリザベスに好意を抱いており、結婚を迫ったが、エリザベスはウィルに気があったため三角関係となった。最終的にはエリザベスのウィルへの思いを知り、潔く身を引いた。また、ジャックを処刑するはずだったが、作品の最後で見逃している。
第2作に入る前に、一度海でハリケーンに遭って部下を失ったことが原因で、階級を剥奪されてしまっていた。よって第2作では登場した時は惨めに落ちぶれた姿で登場する。その後デイヴィ・ジョーンズの心臓が入った宝箱をめぐってウィルやジャックと闘うこととなる。結局ノリントンは心臓を手に入れ、ベケット卿のもとへ届ける。ベケット卿は昇進をちらつかせて心臓を手に入れた。
第3作では、ベケット卿によって東インド会社の一員となっており、英国海軍の配下となったフライング・ダッチマン号に搭乗し、デイヴィ・ジョーンズを監視する任務に就いている。しかし自分の行いが原因で力を得たベケット卿の非道とも言える行いを目の当たりにし、内心ではベケット卿に心臓を提供してしまった事への後悔と罪悪感を抱き続けていた。
最後はエリザベス・スワンをデイヴィ・ジョーンズの船から逃がすために反旗を翻し、ブーツストラップ・ビルに刺され、デイヴィ・ジョーンズに(魂を代償にした契約を持ちかける意味で)「死ぬのが怖いか」と問われるが、これを拒絶して剣でデイヴィ・ジョーンズを刺し、直後に絶命した。
ウェザビー・スワン (Weatherby Swann)
演：ジョナサン・プライス/村松康雄
イギリス帝国のポート・ロイヤル総督。エリザベスの父親。おてんばな娘には頭が上がらない。ジェームズ・ノリントンよりも上席であるが行政職である総督には軍人である提督への命令権はない、このため海軍が捕縛した海賊の処遇には関与できないことになっている。小心者だが娘思い。
第2作では、ジャックの逃亡に関与したことで投獄された娘を秘密裏に脱獄させたため、ベケット卿に捕縛されてしまい、ベケット卿に総督の座を奪われてしまう。
第3作ではデイヴィ・ジョーンズの心臓の秘密について勘づいたためベケット卿により暗殺され、娘と悲しい別れをすることになる。
マートッグ & ムルロイ（Murtogg & Mullroy）
演：ジャイルズ・ニュー（マートッグ）、アンガス・バーネット（ムルロイ）/石井隆夫→後藤敦（マートッグ）、石住昭彦（ムルロイ）
ポートロイヤルにてイギリス帝国の船舶の警備をしているユーモラスな海兵。初めは2人ともジャックと話しているが、途中から理屈っぽい言い合いを始めてその間にジャックを見失う傾向にある。ラゲッティとピンテル同様に、緊迫する雰囲気を和ませる役回りを担っている。
第2作には登場しないが、第3作に再登場。マーサーに指示されてデイヴィ・ジョーンズの心臓の入った箱を見張っていたが、ブラックパール号とフライング・ダッチマン号が戦った際に、どさくさに紛れてブラックパール号に乗り移る。その後、軍服を脱いで海賊風の服に着替え船員のふりをし、最後は本当に海賊になってバルボッサの手下になる。
5作目には、バルボッサの手下として登場。かなり凄腕の海賊となっているが、そのユーモラスさは変わっていない。

イアン・マーサー（Ian Mercer）
演：デヴィッド・スコフィールド/佐藤祐四
東インド貿易会社の忠実な社員で殺し屋。会社の重役ベケット卿の個人秘書として働いた。冷酷かつ冷静な人物で、ノリントンの死後は、彼に代わってフライング・ダッチマン号の指揮を取る。最期は船を取り戻す機会をうかがっていたジョーンズに首を絞められ殺される。

ジョン・スカーフィールド（Jon Scarfield）
演：デヴィッド・ウェナム/小原雅人
5作目に登場するイギリス海兵隊大尉。セント・マーティン島に駐留する軍艦『エセックス号』艦長。非常に血の気が多い上に、功名心や海賊や魔女への敵愾心が非常に強く、自らが捕らえながらも脱走したジャックやカリーナと彼らの脱獄を手引したヘンリーを執拗に追跡する。
最期はサラザール率いるサイレント・メアリー号の不意打ちを受け、エセックス号ごと叩き潰される形で海の藻屑と消えた。

## 伝説の海賊
世界各地に拠点を構える選ばれし9人の“伝説の海賊”達。「海賊の掟」を作成したモーガンとバーソロミューは、第2回評議会（初代海賊長）であった。

### 第1回評議会
初代海賊王
第3作にて間接的にのみ言及されている人物ではあるが、海賊王になった経緯などは不明。
大西洋の最初の海賊長
パイレーツ・オブ・カリビアン/クラーケンの呼び声にて言及されている女性で、大西洋の最初の海賊長。初代海賊王及び他の海賊長そしてとデイヴィ・ジョーンズと共にカリプソを人間の中に閉じ込めた。

### 第2回評議会
ジャック・スパロウの祖母 (Grandmama)
大西洋の海賊長で、ジャック・スパロウの父方の祖母、エドワード・ティーグの母親。若い頃、ジャックの祖母は悪名高い海賊船長で、やがて大西洋の海賊長に任命されるほどの尊敬を集めていた。彼女は、モーガンとバーソロミューが初めて海賊の掟を定めた、第2回会議に出席していた。また、孫がカリブ海の海賊長に就任するまで、彼女は史上最年少の海賊長という栄誉を持っていた。ヘンリー・モーガンの脅威の時代、ジャックの祖母は第二評議会の海賊長の中で唯一生き残っていた。
バーソロミュー (Bartholomew)
ヘンリー・モーガンと共に海賊評議会の海賊法典『ピラータ・コーデックス』を著した。
ヘンリー・モーガン (Grandmama)
バーソロミューと共に海賊評議会の海賊法典『ピラータ・コーデックス』を著した。

### 第3回評議会
サオ・フェンの父 (Bartholomew)
南シナ海の王でサオ・フェンの父である。かつての南シナ海の海賊長。彼は暴力に終わった海賊会議の第三回会議に出席したことで知られている。ある時点で、毛坤の地図はサオ・フェンの父の手に渡った。中国政府は彼を制御できなかったため、彼を総督に任命した。彼は権力を乱用し、大いに非難された。彼は早すぎる死に際し、海賊長の地位を8枚の金貨ととも息子であるにサオ・フェンに譲った。

### 第4回評議会
ジャック・スパロウ
カリブ海の王。
ヘクター・バルボッサ
カスピ海の王。

サオ・フェン (Sao Feng)
演：チョウ・ユンファ/磯部勉
第3作に登場。シンガポールを拠点に南シナ海を統べる中国海賊の長。選ばれし9人の“伝説の海賊”の1人。“デイヴィ・ジョーンズの墓場”（デイヴィ・ジョーンズ・ロッカー）への唯一の手掛かりとなる海図を持っている。水と蒸気で犠牲者を拷問した。一般的に西側と戦わないことを好んだ。
シンガポールを拠点に活動する中国の海賊で長い髭が特徴で、ジャック・スパロウがいるとされる世界の果てを示す海図を持っていたことから、バルボッサ率いるブラックパール号の船員たちが地図を求めてフェンのもとを訪れた。
その後カリプソを人間の体から解放しようとするバルボッサと手を結び、逃げた時の担保としてエリザベスを引き渡すように要求した。エリザベスはこの要求をのんだ。この時サオ・フェンはエリザベスの体にカリプソが封印されていると勘違いしていた。その後エンプレス号を奇襲してきたフライング・ダッチマン号の砲弾を受け、木の破片が胸に突き刺さり致命傷を負う。そして、エリザベスにエンプレス号の船長の証である翡翠の首飾りと船長の権限を託し、息絶えた。東インド会社は8000ギニーの懸賞金を懸けている。
中国語では「嘯風（啸风、xiào fēng）」と書く。伝説の海賊の証である「銀貨」は、翡翠の首飾り。
経歴
サオ・フェンは1660年代後半に生まれた。彼の父は南シナ海の海賊長であった。若かりし頃のサオ・フェンについてはほとんど知られていない。
ある日、サオ・フェンは兄のリャン・ダオから、深海オパールとして知られる非常に価値のある黒い宝石を探すよう命じれた。神話や伝説によると、それを所有する者は誰でも大きな富、権力、名声を得るとの言い伝えがある宝であった。しかし、伝説では、宝石の力はそれを盗んだ者に与えられることはなく、贈り物として受け取った者だけがその素晴らしい効果の恩恵を受けるとされていた。しかし一方、それを盗むほど無謀な男は、永遠に呪われるとも伝わっていた。旅の途中で、サオ・フェンは宝石を手に入れて兄リャン・ダオを打倒する計画を立てた。彼は呪いの話や、オパールが貴重な宝石としての価値以上の力を持っているとは信じていなかったが、梁道の海賊たちが彼が呪われた男だと信じれば、彼に忠誠を誓うことは決して考えないだろうと気づいていた。オーストラリアの北の海域を航行中、サオ・フェンが船長を務めているエンプレス号はカリブ海の海賊長ジャック・スパロウの船であるブラックパール号に遭遇した。ブラックパール号は珊瑚礁からさほど遠くないところに停泊しており、エンプレス号も近くに停泊していた。サオ・フェンはジャックに領海内で何をしているのかと尋ねると、ジャックの乗組員アレックスは、シャドウゴールドとして知られる神秘的な霊薬を探していると答えた。サオ・フェンはジャックと一等航海士 ヘクター・バルボッサ、そして乗組員のカロライナを船室に招き、取引を持ちかけた。ジャックが深海から宝を盗めば、シャドウ・ゴールドの小瓶をジャックに渡すという取引であった。バルボッサとカロライナは反対したが、ジャックは同意した。サオ・フェンは宝が海の底深くにあることをジャックに伝えた。また、宝はレインボー・サーペントと呼ばれる生き物に守られているとも話した。そして、ジャックに付き添いのリアンも同行し、いたずらがないようにすると伝えた。数時間後、ジャック、リアン、ビリー・ターナー、ディエゴ・デ・レオンが宝を持って海底から戻ると、エンプレス号ブラックパール号はシンガポールに向けて出航した。 2隻の海賊船がシンガポールに停泊すると、サオ・フェンはジャック・スパロウとその友人たちをリャン・ダオの邸宅に連れて行った。彼らがリャン・ダオの前に連れて行かれると、リャン・ダオは兄が無傷で戻ってきたことに偽りの安堵を表明したが、サオ・フェンは宝を使って海賊長の座を狙うつもりだと明かした。大規模な戦闘が始まり、その間にリャン・ダオの船員の何人かがサオ・フェン側に加わり、サオ・フェンはジャックとその部下を説得して自分の側でも戦わせた。戦闘後、ジャック・スパロウはフェンが約束したシャドウ・ゴールドの小瓶を要求したが、混乱したリャン・ダオはそんなものは持っていないと明かした。フェンは兄の8ピースを奪い、彼を殺すことを拒否し、恥辱の中で生きろと言った。そしてジャックに、シャドウ・ゴールドは実際には香港にあり、太平洋の海賊長であるミストレス・チン(マダム・チン)が所有していると告げた。エンプレス号とブラックパール号は香港に向けて出航したが、香港は東インド貿易会社の役人であるベネディクト・ハンティントン卿 によって統治されていたため、ジャックと友人たちは東インド貿易会社の代理人に変装しなければならなかった。彼らがミストレス・チンとその部下を発見すると、サオ・フェンはシンガポールの新しい海賊長であると自己紹介した。チンは彼ら全員をアヘン窟に連れて行き、そこでチンとフェンはすぐにベネディクト・ハンティントンの問題に関してどのように対処するのが最善か話し合いを始めた。キャロライナはジャックの警告にもかかわらず、シャドウ・ロードとその計画について彼らに警告しようとした。サオ・フェンはキャロライナの警告に興味を示したが、チン夫人は彼女の話を信じようとせず、ベネディクト・ハンティントンとその部下だけが心配だと主張した。ちょうどその時、ベネディクト・ハンティントン本人が彼らの前に現れ、アヘン窟にいるほとんどの男たちが実は変装したEITCのエージェントであることを明かした。フェンとチンは自動的にお互いを裏切り者だと非難したが、リャン・ダオがエージェントの中から突然現れ、ハンティントンに待ち合わせ場所を教えたのは自分だと明かした。その後、海賊とEITCのエージェントの間で大規模な戦闘が勃発した。戦闘中、ハンティントンは拳銃でフェンを撃とうとしたが、リアンと妹のパークは身を投げ出し、なんとか主人を弾丸の進路から外した。最終的に、フェンとスパロウの乗組員は両方とも街から脱出することができた。シャドウゴールドの探求の終わりまでに、サオフェンはシャドウデイに参加した。 南シナ海の新たな海賊長として、フェンはシンガポールの浴場に住み、そこから皇帝のように領土と戦士を統治した。スパイのネットワークに支えられた彼の帝国は大きな影響力を持ち、フェン自身もジャンク船の大艦隊を管理していた。不明な経緯から、サオフェンは謎の航海図、死者の国への地図を手に入れ、叔父の寺院に保管した。 スパロウの死後、ウィル・ターナーがシンガポールに到着し、サオ・フェンの叔父の寺院に侵入し、フェンの航海図を盗もうとした。ウィルは捕らえられ浴場で監禁され、フェンは泥棒仲間の到着を待った。仲間の海賊長ヘクター・バルボッサとエリザベス・スワンが到着し、フェンはすぐに連れて行かれた。しかし、東インド貿易会社の兵士が街で目撃され、部下を下水道でしか移動できなくなっていたため、フェンは疑いを抱き続けていた。会談中、バルボッサはフェンの航海図を手に入れようとし、シンガポール海域を安全に通過できる船を要求した。フェンはそもそもなぜ自分の海図が必要なのかと尋ねた。バルボッサは話題を変えようと、海賊評議会にフェンを召喚し、世界中で組織的に海賊を根絶していた東インド貿易会社に対して何をすべきかを決めようとした。フェンは東インド貿易会社との全面戦争に踏み切ることをためらっていたため、エリザベスはフェンを臆病者と断定し、仲間の海賊が死ぬ間、彼は浴場に隠れていたと主張した。フェンはこの発言に激怒したが、エリザベスの断固とした態度に感銘を受け、落ち着きを取り戻して反撃しなかった。 フェンは代わりに、バルボッサがまだ海図が欲しい理由を言っていないことを指摘した。フェンはまた、海図が盗まれそうになったその日に海図を要求してくるのは奇妙だと思うとも言った。そして、水たまりに閉じ込めていたウィル・ターナーを客たちに明かした。バルボッサはフェンにウィルは仲間ではないと言ったが、フェンがウィルを殺そうとしたときエリザベスは息を呑んだ。フェンは彼らが嘘をついていたことに気づき、なぜ海図を手に入れるためにそこまでするのかと尋ねた。バルボッサとエリザベスは答えることを拒否したが、ウィルは海図がジャック・スパロウをデイヴィ・ジョーンズのロッカーから救出するために必要だったと明かした。スパロウが過去に自分を侮辱したことを思い出したフェンは怒り、ジャックは死んだままでいてほしいと宣言した。 バルボッサとエリザベスに向かって床板から武器が投げつけられると、会談はより緊迫したものになった。フェンは兵士たちの中に偽のタトゥーを入れた見知らぬ男がいることに気づいた。間違いなくスパイだ。フェンはその男を捕まえ、バルボッサが武器を捨てなければ殺すと宣言した。しかしバルボッサは、スパイは自分のものではないと主張してフェンにその男を殺すようけしかけた。その瞬間、その男の本当の雇い主が姿を現し、東インド貿易会社の兵士たちが浴場のドアを突き破ってフェンの部下に発砲した。小競り合いがエスカレートするにつれ、全面戦争へと発展し、その戦闘はシンガポールの街路にまで広がった。フェンのボディガードであるリアンおよびパークが、会社兵士の分遣隊のリーダーであるマーサーに殺された直後、フェンは撤退を命じた。フェンはその後ウィル・ターナーと対峙し、取引を持ちかけた。ウィルは生きたジャック・スパロウを引き渡し、フェンはそのジャック・スパロウに対して復讐を果たすが、その代わりにスパロウの船であるブラックパール号を拿捕したらウィルを船長にするとフェンは約束した。フェンは同意し、海図をウィルに渡し、バルボッサにハイ・ペンを渡して無傷で立ち去らせた。フェンが計画を遂行できるよう、彼は副官で中尉のタイ・フアンを同行させた。  サオ・フェンは小島の沖で浮上したばかりのブラックパール号を拿捕し、タイ・フアンにバルボッサの乗組員を襲撃して引き渡すよう合図した。その後、彼の乗組員はパール号を奪い、ウィル・ターナーに引き渡した。フェンはジャックに「かつて大きな侮辱を与えた」と挨拶する。ジャックはそれを否定しようとして身を守ろうとしたが、フェンはジャックの鼻を殴る。HMSエンデバー号がすぐに彼らに加わり、フェンはジャックをベケットに引き渡した。フェンはまたも裏切りの標的となった。マーサーが約束を破り、ブラックパール号を東インド貿易会社に差し出したのである。これとバルボッサのなだめる言葉により、フェンはついにベケットと会社との戦いに加わることを決意した。フェンはバルボッサがエリザベスとともにエンプレス号に戻れるなら逃がすことに同意した。フェンは彼女を人間の形をした海の女神カリプソだと信じ、彼女の伝説的な激しい性質を自分で試してみたいと考えた。バルボッサとエリザベスはウィルの反対を押し切って同意し、フェンは「カリプソ」と思われる女性を連れて彼の船に乗り込んだ。女帝はエンデバー号に舷側砲を発射し、意図せずしてジャック・スパロウがベケット卿から逃げる手助けをした。 エンプレス号の船上で、サオ・フェンは新しい双子の助手にエリザベスに美しいシルクの衣装を着せ、自分の客室に客として招いた。ここで彼は、エリザベスを一目見た瞬間からカリプソかもしれないと思ったこと、そしてそれ以来の彼女の行動がそれをさらに確信させたことを認めた。しかし、エリザベスは彼の誘いを無視し、彼の顔を殴った。誘惑されたフェンはエリザベスに無理やりキスをし、彼女はキスしようとして彼の唇を噛んだ。混乱のその瞬間、エンプレス号は、東インド貿易会社のエージェントであるジェームズ・ノリントン提督の指揮下にあるデイヴィ・ジョーンズの旗艦フライング・ダッチマン号の攻撃を受けた。ダッチマン号は、エンプレス号を捕まえるためにベケットによって派遣され、フェンの船に発砲しました。砲弾がフェンの船室を貫通し、彼を木片に押し返し、体に突き刺さった。エリザベスにエンプレス号の船長の証である翡翠の首飾りと船長の権限を託し、息絶えた。
エリザベス・スワン
サオ・フェンから海賊長の座を託された。
キャプテン・シュヴァル (Capitaine Chevalle)
演：マーセル・ユーレス
第3作に登場。地中海の王。フランスの貿易都市マルセイユ出身。顔に白粉をつけ貴族的な振る舞いをしているが、これにより海賊仲間からは嫌われている。彼は、ヨーロッパの裕福で弱い貿易船や、メキシコからスペインに戻る財宝を積んだ船団を略奪の対象にしている。主に、新世界（アメリカ周辺）のカリブ海に面したフランス植民地（モントセラト、ハイチ等）と旧世界（ヨーロッパ）の間で取引を行なっている。新世界から戻るビジャヌエバのスペインの財宝船を狙ったりした。旗艦は大砲を16門搭載したファンシー号。伝説の海賊の証である「銀貨」は、スペードのクイーン。東インド会社での懸賞金は6000ギニー。
経歴
シュヴァルは元フランス貴族で、地中海の海賊長であった。シュヴァルが海賊になったのは家族が全財産を失ったとも海賊行為で王室から罰せられて家族が財産を失ったからなのかは不明である。彼は海賊船ファンシー号でヨーロッパの弱小貿易船や富裕な貿易船を略奪する一方で、モンセラートやハイチなどのフランス領カリブ海植民地で旧世界と新世界の間で貿易を行っていた。また、メキシコなどの地から帰ってきた仲間の海賊長エドゥアルド・ビジャヌエバ船長のスペイン宝物船団を略奪したこともある。彼は、フランス海域での海賊行為、スイス銀行からの窃盗未遂、陸上と海上の両方でのフランス資産の汚損と破壊などの罪で、東インド貿易会社から生死を問わず指名手配されていた。第4回評議会の前に、シュヴァルは苦境に陥り、ある時点でカトラー・ベケット卿の指揮下にあるイギリス海軍に捕らえられた。シュヴァルは裁判にかけられ、現在東インド貿易会社の管理下にあるポートロイヤルの町にあるチャールズ砦で絞首刑を宣告された。幸運はジャック・スパロウをポートロイヤルに送り、そこで神秘家ティア・ダルマと会い、シュヴァルの悲惨な状況をジャックに告げた。そこでジャックは砦に向かい、シュヴァルを救出した。救出の条件として、ジャックはシュヴァルに難破船都市の評議会に加わるよう要求した。救出に感謝したシュヴァルは同意し、2人の海賊がポートロイヤルから脱出し、後に他の評議会の海賊長と合流するときにジャックに別れを告げた。ジャックがシュヴァルを絞首刑から救った経緯については、2つのことが描かれている。処刑の前に、シュヴァルは柵の中に閉じ込められ、ポートロイヤルの住民から果物や野菜を投げつけられ、シュヴァルは憤慨した。ジャックは囚人を独房から解放して気をそらし、彼らの脱走を隠すために庭に火薬を撒き、援軍を阻止するために庭への入り口を塞いだ後、柵の支えを弱めてシュヴァルの解放を容易にした。もう一つのよく知られた出来事は、ジャック・スパロウとウィル・ターナーがモンタナリの助けを借りてフォート・チャールズに密輸したことだ。シュヴァルの処刑中に絞首刑執行人の縄が切れ、ジャック・スパロウ自身が妨害していたことが明らかになった。脱出をタンジールでの一夜の報酬の一部とみなしたジャックは、シュヴァルを救出しフォート・チャールズから脱出した。シュヴァルは乗組員と再会し、難破船入り江へ航海して評議会の会合に加わった。会合中、ビリャヌエバがシュヴァルに拳銃を突きつけたとき、シュヴァルはビリャヌエバの顔面を殴った。シュヴァルは、解放されたカリプソは機嫌が悪くなる可能性が高いという理由で、ヘクター・バルボッサ船長のカリプソを解放するという案に反対した。また、2代目の海賊王が選出される可能性は低いと考え、難破船入り江で戦争が終わるのを待つというマダム・ チンの案を支持した。シュヴァルは新しい王を選ぶとき、自分自身に投票したが、エリザベス・スワンが勝利し、新しい地位に就くと、東インド貿易会社に宣戦布告した。しかし、ベケット卿は彼らの出発を遅らせるために、彼らに対して黒衣の軍団を派遣していた。シュヴァルはカンパニーの軍隊との対決を回避し、無事にファンシーに戻ることができた。難破船入り江を出ると、兄弟たちはベケット卿の全艦隊と対峙した。スワン王はカンパニーと交渉したが、無駄だった。スワンは艦隊に旗を掲げるよう命じ、シュヴァルは渋々旗を掲げ、厳しい不安感をもって艦隊を見渡し、艦隊が生き残れるかどうか非常に疑わしいようだった。入り江内での防御という彼のお気に入りのアイデアが最初からより良い決定であったと考えたのだ。シュヴァルは後にカリプソの大渦巻の周りでの戦いを目撃し、デイヴィ・ジョーンズとベケット卿の死後、乗組員たちと祝った
ミストレス・チン (Mistress Ching)
演：タカヨ・フィッシャー/片岡富枝
第3作に登場。太平洋の王。夫の死後、中国の海賊を束ねる。盲目ながら9人の中では唯一の女海賊である。何百隻もの船からなる艦隊を指揮し、日本と中国の間での密輸貿易によって不当に利益を得ている。捕らえた敵の首を刎ねたり拷問することで知られている。売春宿と賭博場を経営しており、記念品として耳を削ぎ落とす。上海を拠点として、恐怖による圧制で中国沖を支配している。旗艦は艦載する大砲の数も名前も不明。感情的になると叫ぶ癖がある。伝説の海賊の証である「銀貨」は、眼鏡。東インド会社での懸賞金は3400ギニー。
吹替えや字幕での名前は「マダム・チン」。
経歴
チンの幼少期については、チンの夫の愛人であり中国を拠点にしていたということ以外ほとんど知られていない。中国沿岸の海賊行為は長く利益を生む伝統があったため、チンは海の首都である上海で快適な暮らしを送っていた。 経緯は不明だが、チンは太平洋の海賊王となった。この盲目の女性の「8枚の宝」は眼鏡だった。多数の船団を率いたミストレス・チンは、夫の死後、中国の海賊連合を統制し、沿岸各地を恐怖で支配した。日本と中国の間で密輸された貿易品で不当に利益を得ていたチンは、七つの海のうち5つの海を航海したことでも知られていた。彼女はまた、大規模な売春宿や売春宿のチェーンを所有していた。 彼女の海賊は敵を犠牲にすることで知られており、斬首が好まれた拷問であった。しかし、ミストレス・チンについて知られていることについては、彼女が完全に視覚を失っていたかどうかなど、矛盾がある。彼女はまた、海賊ジャンクの大規模な艦隊を指揮する冷酷な中国の海賊として描写されているが、あるいは数千隻の船で構成されていた。 それでも、彼女は十分な数のジャンク船を指揮し、領土の入り口を守るために数隻を残し、その命令に従ってこの道にやってくる商船を略奪し、ライバルの海賊を追い払った。チンは、無数の村を略奪し、土産のために耳を切り落とし、売春宿と賭博場を経営し、秘密結社と協力して地元の商人から組織的に金をゆすり取ったなどの罪で、東インド貿易会社から生死を問わず指名手配されていた。賞金は3,400ギニーだった。海賊の黄金時代のある時期、はぐれ海賊が公海の商船を脅かし始めたとき、チンは難破船都市の大会議室で開かれた海賊長たちの非公式会議に出席していた。会議に出席した海賊長たちは全員、ヨーロッパの海軍が海賊に宣戦布告するのを防ぐため、はぐれ海賊に対して行動を起こすことに同意した。会議中、彼女は若き海賊ジャック・スパロウを海賊長ドン・ラファエルとその孫娘エスメラルダに紹介した。数日後、ジャック・スパロウが海賊長ボルヤ・パラチニクを悪党の一人として告発すると、エドワード・ティーグ船長 は正式な調査法廷を招集した。チンは難破船入り江の他の海賊長全員とともに法廷に出席した。彼女は、ボルヤの有罪を肯定または否定できる海底王国の超自然的支配者であるデイヴィ・ジョーンズを召喚する案に賛成した者の一人だった。 その後まもなく、ミストレス・チンはシャドウ・ゴールドの探索に参加した。彼女はシャドウ・ゴールドの小瓶を持っていたため、キャプテン・ジャック・スパロウとブラックパール号の乗組員の訪問を受けたが、スパロウの乗組員とは対立していた。チンは後に他の評議会の海賊長たちと共にシャドウ・デイに参加した。 死者の宝箱の捜索が行われている頃、ミストレス・チンは友人と思われる海賊長エドゥアルド・ビリャヌエバとともにトルトゥーガで売春宿を経営していた。チンは、デイヴィ・ジョーンズの心臓を探すためにトルトゥーガで乗組員を集め、また難破船街の秘密会議に出席する海賊長を集めていたジャック・スパロウと対峙した。2人の海賊長を秘密会議に出席させようと考えたスパロウは、ビリャヌエバをトルトゥーガの街中で追いかけ、戦う気満々のチンを追い詰めて決闘を挑んだ。白熱した決闘の最中、スパロウはチンの頭をゴングにぶつけ、気絶させて倒した。回復すると、チンとビリャヌエバの二人は海賊長の集会に参加することに同意し、最初はヘクター・バルボッサの召喚に抵抗したものの、難破船都市に向けて出航し、評議会の第4回会合に出席した。会議中、ミストレス・チンは人の言葉の重みを誰よりもよく知っており、キャプテン・バルボッサの派手な演説を軽蔑した。また、彼女は新しく任命されたキャプテン・エリザベス・スワンの、カトラー・ベケット卿 と東インド貿易会社の艦隊と戦うという考えにも反対した。評議会は要塞のような難破船入り江の中にいれば安全だと信じていたが、ジャックが評議会は互いに殺し合うだろうと指摘すると、この考えを捨てた。しかし、投票によってスワンが評議会の海賊王に選ばれた後、彼女は全面戦争の考えを支持した。 東インド貿易会社は評議会に対してブラック・コートの部隊を送り、彼らは海賊長たちを互いに引き離して攻撃した。ミストレス・チンとビジャヌエバはマーケット・エリアに閉じ込められた。彼女たちはブラック・コートとブルー・コートの兵士たちと戦った。ジャック・スパロウの助けにより、彼らは兵士とブラック・コートを倒し、船にたどり着いた。彼女と乗組員は後にカリプソの大渦巻きの戦いを目撃し、デイヴィ・ジョーンズとベケット卿の死後、乗組員と祝った。この闘いの後、ミストレス・チンは正式に引退した数少ない海賊船長の一人となり、裕福な女性として広州に定住し、隠居生活を送った。 
アモンド・ザ・コルセア (Ammand The Corsair)
演：ガッサン・マスード
第3作に登場。黒海の王でトルコ人。北アフリカ沿岸を中心に活動し、黒海に栄えるバーバリー海賊を使って、キリスト教徒の乗る貿易船に海賊行為を行なっている。オスマン帝国と連合して、トルコからモロッコを超える地域の支配をたくらむ。また、コルセアと呼ばれる国家公認の組織化された海賊船の一団を持つ。旗艦は大砲を10門搭載したジーベック艦のSeref号。伝説の海賊の証である「銀貨」は、ブランデーの盃。東インド会社での懸賞金は4400ギニー。
経歴
アモンドの生い立ちや海賊としての経歴についてはあまり知られていないが、彼が前任の海賊長とその乗組員全員を、シミターと致命的な技術のみを使って一人で殺害し、黒海の海賊長になったと伝えられている。旗艦セレフ号から、アモンドは、地中海でキリスト教徒の「異教徒」の貿易船を強奪する組織化されたイスラム教徒の私掠船の緩やかな連合であるバルバリア海賊を率いた。彼はオスマン帝国と力を合わせ、モロッコからトルコ、時にはその先まで地域を支配した。彼は時々アドリア海に航海し、その海域を統括する仲間の海賊長ビリャヌエバの怒りを買うこともあった。 バルバリア海賊は、アドリア海を巡回するビリャヌエバのスペイン宝物艦隊と頻繁に戦った。アモンドは、教会に対する犯罪、教会の財産の盗難、修道女への暴行、バーバリ海岸での海賊行為などの罪で、東インド貿易会社から生死を問わず指名手配されていた。賞金は4,400ギニーであった。アモンドはヘクター・バルボッサの召喚に応じ、難破船街で他の海賊長たちと評議会を開いた。しかし、そこに着くとアモンドは心変わりし、評議会の会合に出席することを拒否した。キャプテン・ティーグはジャック・スパロウを派遣し、彼を探し出して戻るよう説得させた。しかしアマンドは頑固で、決闘が勃発した。乗組員の一人がスパロウにココナッツを投げつけたにもかかわらず、アマンドは最終的に敗北し、しぶしぶ会合に出席した。会議で、キャプテン・バルボッサが評議会に海の女神カリプソを解放すべきだと提案した時、アモンドは怒り、提案したバルボッサを撃つとさえ提案した。それ以外では、アモンドは会議中非常に静かだったが、それはおそらく彼がそもそも出席を強制されていたからだろう。評議会が新しい海賊王に投票したとき、アモンドは自分に投票した。しかし彼はこれに敗れ、エリザベス・スワンが海賊王になった。彼女はその後、海賊行為を根絶しようとしていた（そして成功していた）東インド貿易会社に宣戦布告した。しかし、東インド貿易会社が彼らの前にいて、ブラックコートの小部隊が数十人のブルーコートの兵士を従えて難破船入り江に侵入した。機動部隊は海賊長たちを互いに引き離して攻撃した。アモンドとスリ・スンバジーはタバーン・スクエアで持ちこたえました。仲間の海賊とジャック・スパロウの助けを借りて、彼らは襲い掛かってきた軍隊を打ち負かすことができた。その後、アマンドと彼の乗組員はセレフ号に乗り込み、東インド貿易会社の総督、カトラー・ベケット卿 の船とフライング・ダッチマン号を迎え撃つために出発した他の兄弟たちとともに出発した。評議会にとって不幸なことに、敵はエンデバー号とダッチマン号だけではなく、ベケットの全艦隊が彼らの前に立ちはだかっていた。撤退するには遅すぎると悟ったエリザベスと2人の外交官がベケットとの交渉に派遣された。どうやらこれは何の効果もなく、戦いは避けられないと思われた。エリザベスは艦隊に旗を掲げるよう命じ、アモンドも誇らしげにそして熱心に旗を掲げ、戦闘の準備を整えた。しかしその直後、空は暗くなり周囲に嵐が発生し、2つの艦隊の間には巨大な渦巻きが形成された。アマンドと乗組員はヘクター・バルボッサの船ブラックパール号が渦巻きに突入し東インド貿易会社の旗艦フライング・ダッチマン号と戦うのを見守った。その後、彼らはダッチマン号の船長デイヴィ・ジョーンズとベケット卿自身の敗北を祝い、アモンドは小さなダンスを踊った。ベケットの死とエンデバー号の破壊により、残りの艦隊は散り散りになって撤退した。彼のその後の運命は不明である。
ジェントルマン・ジョカルト (Gentleman Jocard)
演：ハキーム・ケイ＝カジム
第3作に登場。大西洋の王。ニューオリンズの奴隷出身海賊。ミシシッピ川とメキシコ湾の両方へアクセス出来るニューオリンズの港を拠点としている。彼の人生の多くが神秘と超自然で満ちている。ジョカルトと言う名前は、彼が奴隷生活から逃げた後、元の主人から取ったものである。旗艦は大砲を22門搭載したフリゲート艦のレンジャー号。伝説の海賊の証である「銀貨」は、タバコカッター。東インド会社での懸賞金は3600ギニー
経歴
ジョカルト1680年代に生まれた。彼の過去については、サミュエル王によって紳士ジョカールに奴隷として売られ、料理が上手だったことからゴンボとして知られるようになったということ以外ほとんど知られていない。彼の故郷はルイジアナ州の港町ニューオーリンズで、慈善的で海賊行為に積極的なことで知られていた。ゴンボはジョカールの他の奴隷、特にマーカスと親しかった。ある日、ゴンボはタバコ農園で奴隷反乱を起こし、主人を殺害し、農園が燃える中、仲間の奴隷たちを解放した。しかし、警備員の追跡、犬の吠え声、野原の向こうから響くライフルの銃声のために、彼は逃げざるを得なかった。逃亡奴隷であり、奴隷反乱を率いたために、ゴンボは今や逃亡者となった。シャドウ・ゴールドを探す冒険の初めに、ジャック・スパロウ船長とブラックパール号の乗組員がボートを川下に漕いでいたとき、奴隷の反乱が起こり、銃声が鳴り響き、犬がゴンボを追いかけるのを耳にした。ゴンボは長い熊手を持ち、草むらを駆け抜け、ボートの上に立っているジャックを見つけた。ゴンボは立ち止まって許可を求めることもせず、ボートに向かって勢いよく進み、ボートに乗り込んだ。一等航海士のヘクター・バルボッサの反対にもかかわらず、スパロウ船長は逃亡奴隷のゴンボを自分の海賊船に乗せてニューオーリンズから逃亡させ、ブラックパール号の乗組員として迎え入れた。＜ブラックパール号＞に乗っていた間、ゴンボは船のコックとして働き、少なくとも1回はジャンバラヤを作った。ジャック・スパロウはそれを「素晴らしい」と評し、ジャン・マグリオーレの「いとこ」であるマルセラとは問題があったものの、友人となった。ブラックパール号はレンジャー号という船に追われたが、後にその船はゴンボを探している逃亡奴隷の乗組員であることが明らかになった。コックは友人のマーカスが、逃亡奴隷たちが農園を焼き払い、元の主人の船を盗み、ゴンボが自分たちを自由に導いてくれたのだから他の誰にも従うことはできない、と新しいリーダーとして率いてほしいと望んだ話をするのを聞いて、信じられないと目を瞬いた。コックは驚き、ジャックの口を挟むのを無視して申し出を受け入れ、船長になれて光栄だと思い、レンジャー号の逃亡奴隷たちから大歓声が上がった。ジャックは賢明な表情でゴンボに、「ゴンボ」のような名前では威厳がないので船長にはなれないと忠告した。ゴンボは強い決意でかつての主人の名を継いだ。ジャックと他の乗組員は、パール号のコックが熱心な乗組員に船まで漕がれていく間、手すりのところで手を振って別れを告げていた。ゴンボは、カリブ海で最も新しい海賊船長、ジェントルマン・ジョカードとして、自分の海賊船の船長として出発していた。マルセラは不機嫌に、これでよかったと思っているが、ビリー・ターナーはジェントルマン・ジョカードは素晴らしいと信じており、ジャックはまた彼に会える気がすると語った。わずか数か月で、レンジャー号の船長であるジェントルマン・ジョカードは、リベルタリア周辺の海域で最も繁栄し、尊敬される海賊の一人となった。ジョカルトは、キャプテン ・ティーグが海賊長をもてなしているとの知らせを受けた。大西洋の海賊長であるサミュエル王だと思い込んで、ジョカルトはティーグの屋敷を襲撃したが、それはティーグの息子で カリブ海の海賊長であるジャック・スパロウ船長だった。彼らは協力してサミュエル王を襲撃した。2人とも彼に何かを欲していたからだ。スパロウはシャドウ・ゴールドの小瓶を欲しがり、ジョカルトはサミュエルへの復讐を望んだ。サミュエルの砦への襲撃は成功し、ジョカルトはサミュエルに復讐して8つの金貨を盗み、大西洋の海賊長となった。ジョカルトはシャドウ・デイにも居合わせた。ジェントルマン・ジョカードは、未知の不可解な状況により、漂流する死者かブラック・バートに捕らえられ、デイヴィ・ジョーンズのロッカーに送られた。ジョカードはロッカーから解放される望みを失っていたが、別の捕らえられた海賊長、ジャック・スパロウがジョカードを追跡し、捕らえた者たちと決闘した。スパロウが決闘に勝ち、ジョカードは牢獄から解放された。ジョカードは未知の方法でロッカーを脱出し、乗組員と再会して海賊行為を再開した。ヘクター・バルボッサに召喚された後、紳士ジョカードは難破船入り江へ向かい、評議会の第4回会合に出席した。会合でジョカードは、カリプソを解放するというヘクター・バルボッサの考えに反対した。カリプソが過去に評議会の敵だったなら、解放された後も評議会の敵になるだろうと考えたからである。また、その考えを提案したバルボッサの舌を切り取るよう評議会に提案した。新しい海賊王を決める投票でジョカードは自分に投票したが、エリザベス・スワンに2票差で敗れ、エリザベス・スワンは東インド貿易会社に宣戦布告した。しかし、最初に攻撃を仕掛けたのは東インド貿易会社で、彼らはブラックコートの部隊を派遣して彼らに対抗した。ジョカールは混乱から逃れ、無事に船にたどり着いた。その後、彼は残りの艦隊と共に出航し、会社の艦隊と戦闘になった。ジョカールと彼の乗組員は、自分たちが10対1で数的に劣勢であることに不満を抱いた。2つの艦隊が砂州で交渉した後、戦闘が始まった。2つの艦隊の間に大きな渦巻きが形成され、ブラックパール号とフライングダッチマン号が巨大な渦の中で戦いに臨んだ。パール号が勝利し、 HMSエンデバー号が破壊されたことで、会社の残りの艦隊は遠くに散っていった。その後、ジョカールは乗組員と共に勝利を祝った。
エドゥアルド・ビジャヌエバ (Eduardo Villanueva)
演：セルジオ・カルデロン/広瀬正志
第3作に登場。アドリア海の王でスペイン人。7つの海を旅して、フィリピンや南米の港への道を開いた。キャプテン・シュヴァルと競っている。バーバリー海賊（コルセア）と一緒に海賊行為のために外洋で剣を交える。海賊引退後は、ヨーロッパ貴族の一員となった。旗艦は大砲を44門搭載するセンチュリオン号。伝説の海賊の証である「銀貨」は、割れたボトルの首。東インド会社での懸賞金は2000ギニー。
経歴
ビリャネエバの初期の人生や海賊としての経歴については、スペインのエドゥアルド・ビリャヌエバが私掠船長でアドリア海の海賊長であったということ以外、作中で描かれていない。ビリャネエバはアドリア海を渡って船を襲撃し、メキシコや南アメリカのスペイン領近海でも襲撃を行った。経歴の初期には世界を一周し、七つの海を越えてフィリピンまで旅した。彼の旅と海賊行為は、仲間の海賊長、アマンド・ザ・コルセアやキャプテン・シュヴァルと対立することとなり、彼は強力な旗艦センチュリオン号で彼らと戦った。アマンドとバルバリア海賊は地中海沿岸を頻繁に襲撃し、アドリア海に進出するたびにビリャヌエバの私掠船団、スペイン宝物艦隊と衝突した。ビリャヌエバはシュヴァル大尉とも激しいライバル関係になり、このフランス人をひどく嫌うようになった。彼は東インド貿易会社から金の窃盗、酒場での喧嘩の扇動と参加、スペイン海域での海賊行為などの罪で生死を問わず指名手配されていた。
ある時、ビリャヌベアとその乗組員はスペイン沖を航海していたとき、海賊の一団の犠牲となった燃える難破船2隻に遭遇した。数か月後、ビリャヌベアはシップレック・コーブに集まった海賊たちにこの発見の話を語った。会合に出席した海賊長たちは全員、ヨーロッパの海軍が海賊に宣戦布告するのを阻止するため、海賊に対して行動を起こすことに同意した。
若き日のジャック・スパロウが海賊長 ボルヤ・パラチニクを悪党の一人として告発したとき、エドワード・ティーグ船長は正式な調査法廷を招集した。ビジャヌエバは難破船入り江の他の海賊長全員とともに法廷に出席した。彼は当初、ボルヤの有罪を認めるか否定するかをデイヴィ・ジョーンズに尋ねることに反対したが、同郷のドン・ ラファエルと短い会話を交わした後に同意した。
数年後、シャドウ・ゴールドの探索中に、センチュリオン号はトルトゥーガ島に入港した。そこでビジャヌエバは、若い海賊船長ジャック・スパロウの乗組員に加わる代わりに、何人かの海賊を自分の乗組員に加わるよう強要した。当時、スペインの海賊長は、スペインの君主国とカリブ海を完全にスペインの手に渡す取引も行っており、特にディエゴからは悪党とみなされていた。ビジャヌエバは後にシャドウ・ゴールドの小瓶をめぐってジャック・スパロウと決闘した。ビジャヌエバは優れた剣士であることを証明したが、最終的には敗北した。しばらくして、ビリャヌエバの新しい乗組員の一人であるヘンリーが、実は悪名高い魔術師シャドウロードであることが明らかになりました。ビリャヌエバはシャドウロードに捕らえられ、彼の船であるセンチュリオン号を乗っ取られました。センチュリオン号は乗組員全員を捕らえてマルセイユに向けて出航したが、シャドウロードはビリャヌエバと部下を残して船を放棄した。
数日後、ビジャヌエバとその部下たちはジャック・スパロウとフランスの海賊シュヴァル卿によって解放された。彼らはセンチュリオン号に乗り込んだ。なぜならシャドウ・ロードがブラックパール号を乗っ取ったからである。ビジャヌエバはヘンリーがシャドウ・ロードであることを彼らに告げた。
最後の戦いで、海賊長たちは、シャドウ・ロードが他でもないヘンリー・モーガンであることを発見した。彼は第二海賊評議会の海賊長の一人で、海賊評議会の掟の創始者だった。モーガンの超能力と、東インド会社の艦隊とスペイン王立海軍の艦船の巨大な艦隊に対する彼の支配力にもかかわらず、海賊長たちは彼を倒すことができた。
死者の宝箱の捜索の頃、エドゥアルドは海賊生活から引退していたが、海賊長の地位は保持し、トルトゥーガ島に豚小屋を設立した。また、七つの海のうち5つを航海した親友のミストレス・チンの売春宿経営を手伝った。しかし、その直後、彼らはジャック・スパロウと対峙した。スパロウは両海賊長を難破船街の密会に出席させようとしていた。彼は豚小屋でビジャヌエバと対峙した。ビジャヌエバはジャック・スパロウに手下を解き放ち、ミストレス・チンに警告するために通りを駆け抜けた。スパロウはビジャヌエバの手下を倒し、チンの売春宿まで追った。売春宿のメインバルコニーの外で、ビジャヌエバはスパロウと決闘した。ビジャヌエバはスパロウに圧倒され、降参した。その後、ミストレス・チンが敗北した後、ビリャヌエバはブレザレンに加わることに同意し、シップレック島へ航海した。
当初は抵抗していたものの、ビジャヌエバはヘクター・バルボッサ船長の召喚に応じ、難破船入り江で開かれる第4回評議会に出席した。会議中、ビジャヌエバは海の女神カリプソを解放してカトラー・ベケット卿と東インド貿易会社を滅ぼすというバルボッサの提案に同意したが、これは最近亡くなったサオ・フェンの一等航海士タイ・フアンが、サオ・フェンが生きていたらバルボッサに同意しただろうと述べた後のことであった。他の海賊長たちはカリプソを信用せず、彼女が評議会を許すことはないのではないかと疑い、シェヴァルは何年も監禁されていても彼女の機嫌は良くならないだろうと述べた。ビジャヌエバはシェヴァルを脅すためにピストルを抜いた。フランス人はその仕草に大いに侮辱を感じ、寡黙なスペイン人の顔面を殴り、彼の拳銃を発砲させた。これが二人の海賊とその手下たちの間で乱闘騒ぎを引き起こした。心配した他の海賊長たちのボディーガードもすぐに加わり、すぐにホール全体が拳銃の音と割れた瓶の音で満たされた。バルボッサは喧嘩を止め、喧嘩している海賊たちを落ち着かせることができた。新しい海賊王を選ぶ投票で、ビリャヌエバは自分に投票したが、投票はサオ・フェンの後継者であるエリザベス・スワンに勝利した。ビリャヌエバは最終的にスワン船長の決定に従い、東インド貿易会社の総督であるカトラー・ベケット卿と戦争をした。
ベケットが最初の一撃を加え、海賊長たちを攻撃するためにブラック・コートの部隊を派遣した。ビジャヌエバとミストレス・チンは市場エリアに閉じ込められたが、ジャック・スパロウの助けを借りて会社の軍隊を打ち負かすことができた。その後ビジャヌエバは出航し、スペイン宝物艦隊の船と合流して難破船島沖に集結した。そこで兄弟裁判所の艦隊は東インド貿易会社の巨大な艦隊と対峙した。2つの艦隊の間に巨大な渦潮が形成されると、ビジャヌエバと彼の乗組員はその後の戦いを目撃した。彼らは後にデイヴィ・ジョーンズとベケット卿の死後、会社に対する勝利を祝った。ある時点で、ビジャヌエバはスペイン政府と提携したことにより、ヨーロッパの貴族の間で貴族としての地位を引退した。
スンバジ・アングリア(Sumbhajee Angria)
演：マーシャル・マネシュ
第3作に登場。インド洋の王でヒンドゥー教の僧でもある。部下からは、敬称の意味を込め"スリ"スンバジ（Sri Sumbhajee）と呼ばれる。自身の甲高い地声を隠すため、会話をする際は手下を通して喋らせている。領海を移動する金持ちの商船から略奪し、アラブ世界とインドの間で取引している。ボンベイの港を封鎖し、身代金を要求した。また、劇中での描写は無いものの超能力を使って戦うことが知られている。旗艦は大砲を8門搭載するOtter号。伝説の海賊の証である「銀貨」は、子牛の角の嗅ぎタバコ入れ。東インド会社での懸賞金は2800ギニー。
経歴
スンバジ・アングリアの初期の人生については、彼がもともとヒンドゥー教の僧侶であったが、海賊として財産を築くために僧侶を辞めたということ以外、作中で描かれていない。
スンバジ・アングリアは最終的にインド洋の海賊長となり、特に東インド貿易会社の船を中心とする裕福な商船を略奪することでヨーロッパとインド間の貿易を混乱させた。彼は多くの船を所有していたが、特にオッター号は会社の船に気付かれずに港に素早く出入りする能力があったため、彼のお気に入りだった。彼は超能力を持っていると信じられていたため、広く恐れられていた。東インド貿易会社は、インド洋での海賊行為、独自の税金の徴収、ボンベイ港の封鎖、独自の通貨の発行などの罪で、生死を問わず彼の首に賞金をかけた。この賞金は会社に対する彼の直接的な行動としては異例の低額で、わずか2,800ギニーだった。
ある時期、悪名高いジャック・スパロウがスンバジーのルビーを盗んだ。しばらくして、スンバジ・アングリアは不思議な力があると言われる神秘的な霊薬、シャドウ・ゴールドの小瓶を手に入れた。ジャックが仲間とともに小瓶を取りに来たとき、スンバジはルビーを要求し、ジャックはルビーを渡した。しかしスンバジーはシャドウ・ゴールドを簡単に手放さなかった。
1720年代にスンバジはヘクター・バルボッサの召喚に応じ、難破船入り江へ旅し、評議会の第4回会合に出席した。しかし会合の前夜、スンバジーはカトラス酒場に行き、酔っ払った。酔っ払っている間に、「バカ」バーナビーという名の海賊の悪党がスンバジーの8枚金貨を盗み、スラム街の彼の拠点へと逃げていった。後に難破船入り江に到着したジャック・スパロウは、キャプテン・エドワード・ティーグから助けに送られた。ティーグはスパロウに強盗に遭ったと告げ、調査のためカトラス酒場へ送った。スパロウは泥棒を特定して見つけ出し、その後、バーナビーとの決闘で金貨を手に勝利してスンバジの元に戻った。サムバジーは自分の金貨を返却され、海賊ホ評議会へ行き会合に出席した。
会議中、スンバジ・アングリアは沈黙を守り、自分の考えを話すときは側近に頼み、耳元でささやいたり、合図したりした。スンバジはエリザベス・スワンの東インド貿易会社との戦争の考えを支持したが、海賊王を選出して戦争を宣言する必要はないと考えていた。彼はアスケイに合図し、アスケイは彼の反戦のメッセージを伝えた。アスケイはその後、その傲慢さを理由に、キャプテン・ティーグの掟の番人によって射殺された。スンバジーはそれに従い、投票に参加し、もう一人の側近であるプサスンに、自分が投票することを同胞たちに伝えさせた。しかしエリザベス・スワンが勝利し、東インド貿易会社に宣戦布告した。スンバジーはこの時点で沈黙を破り、（非常に高い声で）「それでは、戦争をしましょう！」と言った。
海賊長たちは不安そうにホールから出たが、東インド貿易会社の兵士たちと対峙した。彼らは東インド貿易会社の総督カトラー・ベケット卿の代理として難破船都市に潜入していたブラック・コートに率いられていた。スンバジ・アングリアと海賊のアマンドは酒場広場に閉じ込められていたが、ジャック・スパロウの助けを借りて敵を倒すことができた。その後スンバジ・アングリアはオッター号にたどり着き、残りの艦隊と共に出発した。
不幸にも評議会の海賊長らの艦隊は目の前にベケット卿の全艦隊と対峙した。撤退するには遅すぎると悟ったエリザベス・スワン、ジャック・スパロウ、ヘクター・バルボッサは仲間たちと交渉を試みた。しかし合意には至らず、戦いは目前に迫っていた。エリザベスは艦隊に旗を掲げるよう命じ、スンバジ・アングリアも暗い予感を抱きながら海を眺めるよう命じた。その後すぐに空が暗くなり艦隊の周囲に嵐が発生し、おそらくスンバジーが察知した通り、2つの艦隊の間には巨大な渦巻きが形成された。スンバジ・アングリアと彼の乗組員はヘクター・バルボッサの船、ブラックパール号が渦巻きに入りフライング・ダッチマン号と戦うのを見守った。戦いの後、デイヴィ・ジョーンズとベケット卿の死後艦隊が解散すると、スンバジ・アングリアと彼の乗組員は評議会の勝利を祝った。

### その他の海賊長
エドワード・ティーグ
マダガスカルの王。
チンの夫 (Ching's husband)
太平洋の王。大艦隊を率いていたが、原因不明の死因で死亡し、作中時点では故人。彼の死後大艦隊は妻のマダム・チンが引き継いだ。
ボリス・パラチニク (Борис Палачник)
バルボッサの前のカスピ海の王。人種:ロシア人、死亡:1710年代、武器:ダガー、海賊船: コルドゥニャ号。
ボリス・パラチニクは小柄で痩せこけた男で、痩せて風雨にさらされた顔をしていた。短いコート、形が崩れた帽子、フェルトのブーツ、そして首に巻かれたリボンにぶら下がった厚いレンズの眼鏡という、奇妙な風貌をしていた。
経歴
ボリスがいつ海賊になったのかは正確にはわかっていないが、18世紀初頭には自ら船長になっていた。彼の船はスループ船のコルドゥーニャ号だった。ボリスはカスピ海の海賊長となり、難破船入り江に住むすべての海賊船長に知られ、尊敬されていた。ある時、彼はヘクター・バルボッサと出会い、親友となった。彼はまた、掟の番人であるエドワード・ティーグ船長の息子であるジャック・スパロウとも出会った。若いながらもジャックが優れた船乗りであったのを見て、ボリスはジャックがいつか海賊長になると予言した。
ボリスは、ある時点で、海賊法を破るならず者海賊団のリーダーとなっていた。ボリスは最終的に7人の海賊船長を指揮下に置き、その中にはフランスの有名な海賊であるクリストフ＝ジュリアン・ド・レイピアも含まれていた。彼らが襲撃した商船の乗組員は、戦闘の後に必ず惨殺された。襲撃された船の乗組員のうち、死んだふりをして死を免れたのはわずか数人だった。ならず者海賊たちは、戦わずして降伏した乗組員でさえも惨殺した。ボリスの艦隊はすぐに世界中の海域に攻撃を広げ始めた。ならず者海賊の攻撃により、ヨーロッパ諸国の海軍はすぐに商船団の護衛を余儀なくされた。悪事を始めてから1年後、ボリスのスループ船はバミューダ諸島北方海域でヘクター・バルボッサの船であるコブラ号と遭遇した。コブラ号はフランスのバーク船への攻撃に成功した後、象牙を大量に積んでいた。コブラ号の乗組員はバルボッサの黒い海賊旗を掲げ、ボリスの乗組員は赤い海賊旗を掲げて応じた。海賊の掟ではすべての海賊は互いに敬意を払うよう定められていたが、ボルヤの略奪欲は勝り、彼は部下にコブラ号への発砲を命じた。2隻の海賊船の戦いは日没まで続き、コブラ号の沈没で終わった。ボリスの部下は、目撃者を一人も残さないよう、海中で見つけられる生存者を全員殺害した。しかし彼らは、バルボッサと彼の部下数名が夜陰に乗じてボートで戦場から逃げ出したことを知らなかった。
1ヶ月後、コルドゥーニャ号はシップレック・コーブに入港し、ボリスはドン・ラファエル、ドナ・エスメラルダ、エドワード・ティーグ、ミストレス・チン、エドゥアルド・ビジャヌエバ、そしてジャック・スパロウといった当時の海賊たちと共に、海賊長の会合に出席した。会合に出席した海賊船長たちは、ヨーロッパの植民地勢力が海賊との戦争を宣言するのではないかと懸念し、平和な商船を襲撃するならず者海賊の多発に落胆した。ボリスの驚いたことに、ヘクター・バルボッサも会議に出席し、はぐれ海賊たちと遭遇した時のことを語った。忠実な海賊を装ったボルヤは、コルドゥーニャ号ではぐれ海賊船を追おうと提案したが、ジャック・スパロウは、一隻の船が全てを引き起こしているとは思えないほど多くの攻撃があったことに気づいた。海賊長たちは、はぐれ海賊たちを見つけ出し、一網打尽にすることに一致した。
数か月後、バルボッサの部下の一人であるワン・トゥース・トミーが難破船街でボリスを見かけ、コブラ号を沈めたスループ船の船長だと分かった。ボリスが本当は誰なのか知らなかったが、トミーはジャック・スパロウとの遭遇について語った。その夜、トミーはボリスのならず者船長の一人、クリストフ＝ジュリアン・ド・レイピアによって溺死させられた。レイピアは危険な目撃者を黙らせようとしていた。トミーの死に驚いたジャックは難破船入り江でならず者スループ船の捜索を始めた。ジャックはエスメラルダと共に港を漕ぎ回り、コルドゥーニャ号にインディアンの真鍮製の船首追撃砲を見つけた。その大砲がコブラ号に最初に発砲したのだった。ジャックはバルボッサに疑惑を告げ、バルボッサはコルドゥーニャ号こそがコブラ号を沈めた船だと気づいた。キャプテン・ティーグとドン・ ラファエルが波止場で彼らに加わり、ボリスの船を捜索することに同意した。ボリスの船でインディアンの船首追跡者は見つからなかったが、ティーグは正式な調査委員会を招集することにした。海賊の広間では目撃者全員が話を語ったがボリスに不利な証拠は不十分で、ティーグは海の君主デイヴィ・ジョーンズを召喚することにした。ジョーンズは彼の海の王国で起こったことすべてを知っており、評議会は魔法の 呼びかけを行い、ジョーンズをティーグの船トルバドール号に呼んだ。ボリスの罪について尋ねられると、ジョーンズは彼がはぐれ海賊のリーダーだと認め、ボリスとその部下が容赦なく多くの魂を海の底に送ったと語った。
ボリスとその乗組員は全員、難破船都市の地下牢に投獄され、ティーグによって絞首刑を宣告された。理由は不明であるが、ボリスは配下のならず者船長全員の名前を看守に漏らした。この情報により、島から逃亡しようとしていたクリストフ＝ジュリアン・ド・レイピアが捕らえらた。このフランス人海賊とその乗組員も絞首刑を宣告された。処刑の前日、バルボッサは牢獄にいるボリスを訪ね、バルボッサの船を破壊したことを謝罪した。ボリスは彼に、海賊王の証である最も大切な証である「8枚金貨」を授けた。こうしてバルボッサはカスピ海の次期海賊長となったが、バルボッサは当時「8枚金貨」の意味を知らなかった。ボリスは、コブラ号を失った償いとして、コルドゥーニャ号をバルボッサに差し出すとさえ申し出た。その夜、クリストフの無実を信じていたジャック・スパロウは、彼と彼の乗組員を牢獄から脱出させた。しかし、クリストフの無実は、彼がボルヤとその乗組員も解放した直後に証明された。ならず者たちは船へと逃げ帰り、難破船島を永遠に去った。
その後5年間、ボリスは海賊行為を続け、カリブ海に留まりましたが、海賊長の目には無法者と映っていました。彼はまた、組織の崩壊の責任を負ったジャック・スパロウへの復讐も望んでいた。居場所を報告してくれる者には金銭を払うとさえ申し出していた。さらに、ジャックが東インド貿易会社の商船長になっていることを知った。ある日、ボリスはスパロウがカリブ海に戻ったことを知り、トライアングルで最もよく使われる航路のひとつに航海してスパロウの船を待った。
バハマ諸島を航行中、コルドゥニャ号はジャック・スパロウの船、ウィキッド・ウェンチ号と遭遇した。長い追跡の後、両船は浅瀬に乗り上げた。しかし、両船は互いに砲撃できる好位置を維持し、幾度となく舷側砲火を交わし、乗組員に大きな損害を与えた。最終的に勝利を収めたのはスパロウ側だった。ウェンチ号に乗船していたゼルズランの王女アメニルディスが魔法を使い、ボルヤ号の火薬庫を爆破したのだ。コルドゥニャ号に乗っていた悪党たちは全員爆発で命を落とし、ボリスもその中に含まれていた。
ドン・ラファエル　(Don Rafael)
18世紀のカリブ海の王で、スペイン人。
経歴
ラファエルの幼少期については、スペイン領新世界におけるスペイン人の地主であったこと以外、ほとんど知られていない。彼はアステカ人の隣人たちに優しく接し、息子が地元のアステカ人の娘と結婚することを認めた。そのため、近隣のスペイン人のボスたちから憎悪を買った。彼のアステカ人の義理の娘は女の子を出産し、父親はエスメラルダと名付けた。ある日、ドン・ラファエルが留守の間、彼の屋敷は近隣住民に襲撃され、破壊され、息子と義理の娘(息子の妻)は殺害された。ラファエルは孫娘のエスメラルダを連れて海賊へと変貌を遂げた。裏切り者の同胞への復讐を誓い、彼は海賊船を「ヴェンガンザ」と名付けた。やがてドン・ラファエルはカリブ海の海賊長となり、評議会全体から尊敬を集めた。
その後しばらくして、ドン・ラファエルはトルトゥーガで海賊船長のヘクター・バルボッサと出会った。バルボッサの船コブラ号は2ヶ月前に別の海賊船に沈められていた。この掟破りの事実を知ると、ドン・ラファエルはバルボッサとその部下たちを難破船入り江に連れて行き、そこでバルボッサは集まった海賊船長たちに惨劇の話を語った。この会合で、ドン・ラファエルはジャック・スパロウと初めて出会った。2年後、ドン・ラファエルはならず者の海賊クリストフ＝ジュリアン・ド・レイピアに背後から撃たれ死亡した。死後に孫娘のエスメラルダがドン・ラファエルの称号と彼の船、ヴェンガンザ号を継承した。3年後、ラファエルの死はジャック・スパロウの復讐となり、決闘でクリストフを殺した。
レディ・エスメラルダ/エスメラルダ・マリア・コンスエラ・アンナ・デ・セビリア　( Esmeralda Maria Consuela Anna de Sevilla )
海賊の黄金時代のカリブ海の王。ドン・ラファエルの孫娘で、ラフェエルの死後に引き継いだ。
リャン・ダオ　(梁道)
南シナ海の王であり、サオ・フェンの兄。

## フライング・ダッチマン号
デイヴィ・ジョーンズ (Davy Jones)
演：ビル・ナイ/大塚芳忠
第2作から登場。幽霊船「フライング・ダッチマン号」の船長である。七つの海に君臨する超自然の統治者。顔が髭の様に無数のタコの足で覆われた姿で、右手の人差し指がタコの触手で左腕が蟹の鋏であり、右足が蟹の足で引きずって歩いている。「デイヴィ・ジョーンズの墓場」（デイヴィ・ジョーンズ・ロッカー） は英語で「海の底」を表す慣用句で、名前はここからとられている。牢屋の鉄格子など物体をすり抜けたりフライング・ダッチマン号から離れたブラックパール号に瞬時に移動したりする事が出来る。
彼に魂を売る契約を結ぶことで、死を先延ばしできたり何かと交換できたりする。そしてその契約期限が切れると、彼のフライング・ダッチマン号の船員として100年奴隷として働くことになる。ジャック・スパロウは過去にジョーンズに魂を売って13年間ブラックパール号の船長になることが約束された。第2作ではジャックに100人の奴隷を連れてくるか、100年間奴隷としてフライング・ダッチマン号で働くかを迫った。船長室でよくオルガンを弾いている。
彼は昔、勇敢な船乗りとして知られたが、ある時、海の女神カリプソに出会い恋をした。カリプソは愛を与える条件としてジョーンズに海で死んだ人間を天国へ送るという使命を与え、彼はそれを忠実に果たしたがカリプソは約束の場所に現れなかった。裏切られたと感じたジョーンズは最初の評議会で海賊長たちと共謀し、カリプソを人間の体に封じ込めた。しかし彼はそれでもカリプソを想い続けその苦しみに耐えられず自分の心臓を抉り出して、宝箱に納めた。また、失意と共に使命を放棄したために深海生物の姿に変えられてしまった。なお、ジョーンズの人間時の姿は『ワールド・エンド』でワンシーンのみ登場する。彼は難破船やクラーケンを使い船を破壊させ生き残った水夫に脅しに近い契約を持ち掛け自分の船員（奴隷）にしている。
ある時、ジョーンズはジャック・スパロウと取引し、ウィキッド・ウェンチ号を修復し、船長を13年間務めさせる代わりに、ダッチマン号での100年間の労働を約束された。返済期限が近づくと、彼は靴紐のビルをブラックパール号に送り込み、クラーケンを引きつける黒丸を付着させた。ジャック・スパロウとの再会の際、船長を務めることが出来たのは2年だけだったと言い訳するジャックに対し、船を指揮していないときも「"キャプテン"ジャック・スパロウ」と名乗っていたことを指摘し、三日の猶予を与え、ウィル・ターナーと残り99人の魂を集めるよう促した。やがてクラーケンを使ってジャックもろとも船を破壊した。
心臓が体外にあるため不死身である。ジョーンズの心臓は宝箱（デッドマンズ・チェスト）の中に納められており、クルーセル島に隠されている。またその箱の鍵はジョーンズ自身がタコ髭の中に隠し持っている。ジョーンズを殺すか従わせるかして彼との契約から逃れるためには、宝箱と鍵が必要なのである。
第2作では、ジェームズ・ノリントンの手によって、ジョーンズの心臓はカトラー・ベケット卿の手に渡っている。
第3作では心臓を所持しているベケット卿により協力を強いられ、渋々彼に従う。ジェームズ・ノリントンの死後、ベケット卿からの支配から解放されると考え、乗組員に東インド貿易会社の兵士を殺すように命じたが、チェストの鍵を守るマーサーが数人の兵士を従えていることが解り、マーサーの指揮を受け入れた。ブラックパール号との戦いの最中、自分の心臓の入った宝箱の鍵を持っているマーサーを殺し、再びダッチマン号の船長となり、ベケット卿指揮下のダッチマン号で、第4回評議会と戦う。その後宝箱を盗んだジャックとの激闘の末、宝箱をウィルに奪われそれを取り返すためにエリザベスとウィルを戦闘不能にする。父親の安否を盾にウィルを脅迫するが、逆に宝箱を開け心臓を取り出したジャックに脅される。しかし、最後の選択としてウィルの胸を剣で突き刺した。その後、ジャックが折れた剣をウィルに持たせて心臓を刺し、ジョーンズはカリプソの名前をつぶやきながら巨大な渦の中に落ちて行った。
そして第5作ではエンドクレジットにてウィルの夢の中で彼に鋏を振り下ろすところでウィルが目覚めたが、ベットの下にはフジツボが落ちていたため、ポセイドンの槍が破壊されたことで何らかの形で蘇った可能性がある。
ビル・ターナー（ウィリアム・ターナー・シニア） (William "Bill" Turner Sr.)
演:ステラン・スカルスガルド/柴田秀勝
ウィルの父親。通称「靴ひもの（ブーツストラップ）ビル（Bootstrap Bill）」。顔や体にヒトデやフジツボ、サンゴ礁のような魚介類がくっついている。
生い立ち
17世紀末に誕生し、マン島で叔母のエリン、叔父のシェーマス、犬のクラムスと共に暮らしていた。故郷が危険に陥ると、彼はノースカロライナ行きの「シー・スター号」の手に入れた。しかしこれが英海軍の偽造であるとされ、シー・スター号の船長、デヴィッド・ドノヴァンに捕えられた。彼はそのまま投獄され、絞首刑にするためポート・ロイヤル行きの海軍の船へと乗せられた。しかしその途中で、「フルール・ド・ラ・モール号」の記録を回収しようとしていたアラベラ・スミスとジーン・マグリオールに救出された。ジーンとアラベラはアラベラの母親ローラ率いる乗組員の指揮下で働いていた。彼はうまく二人を説得して脱出し、信用を得るため記録を盗み出した。彼は「シー・スター号」が、マン島の枯渇に関与していたと知ると激怒した。怪物を殺した彼はドノヴァンと一等航海士を孤島に置き去りにした。そしてローラがキャプテンを務める「フルール・ド・ラ・モール号」の乗組員に加わると、ジャック・スパロウと出会ってキャプテン・トーレンツとの戦いに協力した。数年後、デイヴィ・ジョーンズによって海底から引き上げられたジャック・スパロウのブラックパール号の乗組員に加わった。彼はジャックが世界中に散らばったシャドウ・ゴールドのびんを見つけるのを手伝ったが、乗組員たちは気を滅入らせた。彼はついにノースカロライナにたどり着いたと話し、女性と結婚し息子（ウィル・ターナー）をもうけた。 
第1作では名前のみ登場し、第2作から本格的に登場した。昔バルボッサの反乱に唯一反対していた。バルボッサたちとコルテスの宝を浪費し、アステカの呪いにかかった。バルボッサ達は呪いを解くため、宝を回収しなくてはならなくなった。しかし彼は、ジャック・スパロウへの義理を果たすため、呪いにかかった乗組員たちは呪われたままであるべきと考え、金貨1枚を息子の元へ送った。その結果彼はバルボッサによって靴紐に砲弾を括り付けられ海へ落とされた。だが、その時アステカの金貨の呪いが掛かっていたため死ねなかった。その永遠の苦しみの中、デイヴィ・ジョーンズに拾われて、契約を交わしフライング・ダッチマン号の船員となる。ジャックの13年間の契約が切れた事を伝えに行くため、ジョーンズの使者としてジャックのもとに送り出される。その後、フライング・ダッチマン号に乗り込んできたウィルと再会。その夜ジョーンズの宝箱の鍵を盗むウィルに協力し、ウィルを船から脱出させる。その後、自分の罪に気付いたジョーンズによって独房に閉じ込められる。
第3作では深海生物化が激しく進行しており、既に船の一部になりかけていた上に、思考回路もほとんど消え失せていた。船上での戦いでは息子のウィルの顔も覚えておらず、ただウィルに襲い掛かるだけであった。しかし、最終的にウィルのことを思い出し、息子を刺したデイヴィ・ジョーンズに飛びかかった。その後ウィルはジョーンズによって心臓を刺されたため、ウィルを新しい船長にするために心臓をえぐりだした。ウィルはその後船とともに復活し、ビルを含む船員は人間の姿へと戻った。ベケット卿を倒した後、新たなフライング・ダッチマン号の操舵手（吹き替えでは「舵取り」）として、船長となった息子のウィルについていく。
マッカス(Maccus)
演：ダーモット・カーネイ→ステファン・スタントン/広瀬正志
フライング・ダッチマン号の乗組員のなかで常時、ジョーンズの側に付き従っている一等航海士。顔は殆どシュモクザメと化し、背中からは背骨の様に足の生えた海老の腹が突き出ており左手が海老の足の様に鋭い。武器は主に斧。
ハドラス(Hadras)
演：ホークワン・トセ
頭が巨大な巻貝に覆われており、顔が180度回転すると大きなヤドカリが出てくる。他の乗組員より首が弱いらしく、ジャックが投げたヤシの実で頭が捥げてしまった。頭と胴体は意識を共有していないらしく、頭を置き去りに身体だけ船に帰るようなこともある。第3作のブラックパール号との戦いで落ちてきたチェストにより頭が胴体にめり込んで、そのまま渦に落ち死亡した。武器は主にナックルダスター。
コレニコ(Koleniko)
演：クライブ・アシュボーン
上半身と顔の右側が殆どハリセンボンになっている。片耳に大きなイヤリングを付け緑色のバンダナにケープの様な物を羽織っている。武器は主に剣。役職は航海長。
パリフィコ(Palifico)
演：ウィンストン・エリーズ/江川央生
顔を含め全身がサンゴで眼球が無く、眼孔には目の代わりに一匹ずつ線虫が生えている。口らしき部分が見当たらないが、ジャックがクラーケンに倒された際、「船と沈んで逝く船長…（The captain goes down with his ship.）」と言葉を発している。二刀流。
グリーンビアード(Greenbeard)
顔が殆どワニのようになり、口元に二枚貝が牙のように並んでいるなど人間の原型を殆ど留めていない。首を「パキッ」と鳴らすように傾ける癖がある。全身が他の船員よりも大量の海草に覆われており、ギリースーツのようになっている。児童小説版では甲板長を務めるが、映画版では獣のような声しか上げられないので操舵手になっている。第3作ではシンガポール海賊の一人を完膚無きまでに痛めつけていた。他の乗組員の大半と同じようにウィルが船長になったのを機に元の人間の姿に戻った。
ジミー・レッグス(Jimmy Legs)
演：クリストファー・アダムソン/斎藤志郎
フライング・ダッチマン号の甲板長。甲板での作業をジョーンズに代わって指揮し、失態を犯した乗組員には罰として鞭打ちをする。彼の鞭打ちは、打たれた箇所の肉が骨から削げ落ちるほどの威力があり、本人もこれを自慢している。デザイン画では操舵手。
クランカー(Clanker)
演：アンディ・ベックウィズ
帽子を被り髪の毛が海草で顔の左半分がフジツボに覆われている。武器は主に鎖付きの鉄球。第3作でのブラックパール号との戦いでロープに飛びついたジャックにピストルで頭を殴られバランスを崩し、渦に突き落とされ死亡した。
ペンロッド(Penrod)
演：ピーター・ドナルド・バダラメンティ2世
身体が殆ど海老と化してしまい、人間の面影が右腕と顔にしかない乗組員。ブラックパール号におけるマーティの様な立ち位置。
ウィバーン（Wyvern）
長年、船にいた為に身体が船壁と同化している。普段は意識がなく、右腕は常にランタンを掲げている。フライング・ダッチマン号でビル・ターナーと話していたウィルに、「デッドマンズ・チェスト」について詳しく語ったが、その在り処に関してだけは秘密を貫いた。
オギルヴィー
顔面がサンゴで覆われた大男。武器は剣とフック。ダッチマンの砲撃長を務めている。
オールドハーヴィ
老人の水夫。武器はハドラスと同じナックルダスター。
ホイールバック
背中に舵輪が突き刺さり、片腕が棍棒、片目は懐中時計になっている。武器は主にフックと斧。
ツーヘッド
双子が一体化した水夫。武器は剣と斧とフック。腕が左右と前後合わせて四本ある。
アングラー
頭がチョウチンアンコウになっている隻眼の水夫。
マンレイ
頭がエイになっている水夫。斧と剣の二刀流を使う。
モレイ
頭が完全にウツボとなっている。モレイというのはウツボの英名。バルボッサに頭を斬られ死亡。武器は剣と斧。
フィネガン
オコゼの頭をした水夫。武器は剣。
クイッタンス
片手がヒトデ、口にはイソギンチャクが生えている異様な姿をした水夫。
ブロンドンゲン
水死体のような見た目をしているが、胴体がシャコガイになっており、中から人骨が顔を覗かせている。
キャノンアーム
頭がイソギンチャクで、片腕が大砲になっている。撃てるかは不明。
ピパー
全身に穴だらけの珊瑚が生えている。かなり凶暴な水夫で、三日月刀をつかう。
クラッシュ
両目が貝になっている水夫。武器は滑車とノコギリエイの吻。
ジェリー
全身がクラゲに覆われている。武器は斧。
アーチン
ウニの棘が全身に生えている水夫。武器は巨大な木槌。
ラトリン
サンゴの体にロープが絡みついている水夫。武器は主に斧。
アバロニー
頭がシャコガイになっている水夫。武器は貝でできた剣。アバロニーとは日本語でアワビを表す。
ドリフトウッド
サンゴの身体に、片腕がフリントロックピストルになっている水夫。撃てるかは不明。
ハーマン
両目が貝になっている。斧を使う。
クォーターマスター
ヒトデの眼帯をしている。長剣をつかう。
ラクマー
頭が深海魚になっている。斧を使う。
フォントロイ
エビの触覚を生やした水夫。斧を使う。
タートルマン
作中には登場しなかった幻の乗組員。片腕から頭にかけてが完全にウミガメになっている。武器は斧とされていた。

## アン女王の復讐号
黒ひげ  (Blackbeard)
演：イアン・マクシェーン/勝部演之
第4作で登場する海賊。「アン女王の復讐号」（Queen Anne's Revenge）の船長。本名はエドワード・ティーチ。
一般の船乗りだけでなく海賊からも恐れられる史上最恐の海賊。18世紀に西インド諸島で猛威を振るった。アトランティスで鍛えられたと伝えられる「トリトンの剣」と呼ばれるカットラスを持ち、さらにその剣に埋め込まれた宝石の力によって、潮の流れ・風の流れも自由に操る事ができる。その為、彼は自他関係なく船を操り、風が無くとも自由に動かせる。さらにブードゥー教の秘儀らしき術の心得があり、呪いの人形を作ったり殺した部下をゾンビとして復活させ永久に仕えさせている。戦った相手の船を小さくし瓶に入れ集めている。冷酷無比な性格で、指示に背き勝手な行動をした船員は、娘のアンジェリカの訴えさえも無視して容赦なく殺す。第3作から第4作の間にバルボッサと戦闘し、ブラックパール号と片脚を奪った。
「2週間後に「義足の男」に殺害される」という予言を受け、それを回避するべく生命の泉を探す。遂に生命の泉にたどり着くも、バルボッサ率いるイギリス海軍とスペイン軍が現れ交戦。その最中、「義足の男」バルボッサに猛毒を塗った剣で背後から刺された。その後、命を取り戻す為にアンジェリカを犠牲にして生命の泉の水を飲むが、それはジャックの策略で、実はアンジェリカに命を与える水であった。そのためアンジェリカの命と引き換えに、自身が泉に寿命と肉体を奪われ白骨化し息絶えた。
アンジェリカ (Angelica)/アンジェリカ・ティーチ (Angelica Teach)
演： ペネロペ・クルス/本田貴子
人種:スペイン系アメリカ人、性別:女性、別名:アンジェリカ・リペラ、武器:剣、フリントロックピストル。
第4作で登場する女海賊。「アン女王の復讐号」の航海士で、黒ひげの娘。かつてはスペインの修道女で、ジャックとは恋愛関係にあった。
堕落したジャックにそそのかされた彼女は、神の道を捨て彼と海賊行為に走った。このロマンスを通して彼女とジャックは時として愛し合い、時として嘘に嘘、裏切りに裏切りで騙しあった。ふたりはお互いにレースや指輪を贈りあった。ジャックとの関係が終わっても彼女は容赦ない詐欺師として活動を続けた。やがてアンジェリカは父親である黒ひげと再会し「アン女王の復讐号」の一等航海士に就任した。
ジャック・スパロウを騙って「アン女王の復讐号」の乗組員を集め、さらに生命の泉の在り処を知るジャック本人も捕え、父である黒ひげを死の予言から救おうとする。
父の死後は全てを失い、ジャックに自決用の弾が入った拳銃を渡され、無人島に置き去りにされた（その拳銃でジャックを撃つが、外してしまった）。その後、無人島に流れ着いたジャックのブードゥー人形を拾い、笑みを見せるシーンがある。
経歴
海賊時代のある時点で、アンジェリカは、姓が「リベラ」としか知られていないスペイン系の無名の女性と、七つの海の伝説の海賊であるイギリス人のエドワード・ティーチ(黒ひげ)の娘として生まれた。黒ひげはアンジェリカの存在をずっと前から知っていたが、アンジェリカは幼い頃の父親のことをほとんど知らず、長年母親の旧姓を使ってた。アンジェリカは生まれたばかりの頃、母親が早すぎる死を迎えると、父親によって近くの修道院（おそらくスペインのセビリアかその付近）に連れて行かれた。アンジェリカの母親を深く愛していた悲嘆に暮れる父親の黒ひげは、彼女を修道女たちに託し、きちんと育てさせた。黒ひげは彼女を一人で育てるのは耐えられないと言ったかもしれないが、復讐や金のために出航する必要があった、あるいは復讐心に燃える敵から彼女を隠したいと思っていた可能性もある。しかし実際には、彼は彼女をできるだけ長く、人間の悪から守っておきたかった。アンジェリカは子供の頃、そしてその後若い修練生としてスペインの修道院で暮らし、カトリックの思想を持っていた。アンティークゴールドの十字架のネックレスは、アンジェリカが修道院で過ごした若い頃の思い出となりました。彼女は強い信仰を持ち続け、このネックレスを毎日身につけていた。彼女は聖書の一節、「憐れみ深い人は幸いです、その人たちは憐れみを受けるでしょう」を学び、また、常に旧約聖書を読み返して、父親が聖書の人物であるヨナのようにクジラに食べられたように海で失われたと考えていた。彼女の父親はまた、定期的に彼女の世話のために大金を送っていた。修道女たちは、彼がどのようにして富を得たのかを決して尋ねなかった。それは、彼女たちがその富の出所をよく知っていたからである。特に、ある夜、悪党の一団が金を取り戻しにやって来て、全員が死んでブドウ園に埋葬された後ではなおさらであった。しかし、そのお金のおかげで修道女たちは善行を行うことができた。彼女たちは幼いアンジェリカに、お父様は立派な船長で、重要な任務で海を渡っているが、彼女をとても愛していると告げた。しかし、それ以上は彼女に言えなかった。
時期は定かではないが、アンジェリカはジャック・スパロウと出会った。修道女が誓願を立てようとしていた頃、彼はスペインの修道院を売春宿と間違えたと断言した。二人の出会いの正確な詳細は不明であるが、アンジェリカはジャックに裏切られ、誘惑され、利用される前は「男の道に無知だった」と断言していた。しかしジャックは、アンジェリカが堕落させたとされる相手に「かなりのテクニック」を発揮したと示唆した。アンジェリカはジャックとの関係を通して愛を発見した。ジャックは、アンジェリカが高度な欺瞞の技術を示していたため、彼女への感情に「動揺」を覚えていたことを認めた。そして、意図せず彼女を邪悪な道へと導いたにもかかわらず、ジャックは彼女の天賦の才は自分のものではないと断言した。修道院での日々は過ぎ去り、アンジェリカは美しい海賊、そして冷酷な詐欺師となり、最高の人物から詐欺の技術を学んだが、依然として強い信仰を持ち続け、毎日十字架のネックレスをしていた。ワイン、音楽、そしてろうそくの明かりとともに、アンジェリカとジャックは「曲がりくねり、回転し、回転し、絶え間なく身もだえする」道を旅したが、そのことを二人ともよく覚えている。彼らはまた、お互いに贈り物をしていた。最初のロマンスのとき、ジャックはアンジェリカにアメジストの指輪を贈り、アンジェリカはラ・マルティニークの未定の時点でジャックにレースを贈った。しかし、ロマンチックな出会いがあったにもかかわらず、二人はサン・ドミニクで一緒に詐欺に巻き込まれ、お互いを裏切ろうとし、アンジェリカはジャックを殺そうとしたが失敗した。伝説によれば、アンジェリカはジャック・スパロウが心から愛した唯一の女性だったが、彼女が彼の心を傷つけたのか、それとも彼が彼女の心を打ち砕いたのかは、二人の海賊の間で終わりのない議論だった。
後年のある時点で、死者の宝箱を探す前、アンジェリカはジャック・スパロウからもらったアメジストの指輪を魔術師で神秘家でもある ティア・ダルマと交換し、冒涜の儀式の秘密、伝説の若返りの泉のルール、そして儀式に必要な品々を手に入れた。[アンジェリカが若返りの泉のルールを学んだ後、ジャックとブラックパール号の乗組員はティアの小屋を訪れた。そこでジャックは指輪を見つけ、すぐに盗み返したが、その直後、彼は指輪を左手の人差し指にはめていたため、誰にも気づかれなかった。
何らかの事情で、アンジェリカは父である黒ひげと再会することになる。黒ひげはアンジェリカをクイーン・アンズ・リベンジ号に乗せ、副船長に任命し、一等航海士の地位を与え、ゾンビの乗組員たちを率いることになった。アンジェリカは船上での任務中、黒ひげにとって信頼できる味方であることを証明したが、処罰については両者の見解は異なっていた。黒ひげは数々の悪行を犯していたが、アンジェリカは父の魂を破滅から救いたいと強く願っていた。
黒ひげはすぐに操舵手の予言を知ることになる。それは、黒ひげが一本足の男の手で殺されるという予言だった。これが黒ひげに若返りの泉を探すきっかけを与えた。これを知ったアンジェリカは、冒涜の儀式に関する知識を使って、黒ひげの若返りの泉探しに協力したいと思った。黒ひげの捜索中、アン女王の復讐号はジャックの愛船、ヘクター・バルボッサ船長が指揮するブラックパール号と遭遇する。ブラックパール号は最終的に黒ひげに拿捕されたが、バルボッサは逃げおおせた。黒ひげの襲撃の際、乗組員はその過程で若い宣教師フィリップ・スウィフトを捕らえた。黒ひげがフィリップを殺す前に、アンジェリカは神の男を殺してほしくなかったので、彼を止めた。彼女はまた、フィリップが父親を救う鍵になるかもしれないと信じていた。
若返りの泉の探索を続ける前に、アンジェリカと黒ひげは、泉に行ったことがあるというジャック・スパロウを見つける必要があった。アンジェリカはジャックを探し出してリベンジ号に連れ戻すため出発した。アンジェリカはロンドンに行き、スクラムの助けを借りてジャック・スパロウの捕獲を実行した。ジャック・スパロウに変装したアンジェリカは、キャプテンズ・ドーターという酒場で仲間を集め始めた。「ジャック・スパロウがロンドンで仲間を募集している」という噂に惹かれ、ジャック自身がキャプテンズ・ドーターを訪れ、酒場で変装したアンジェリカを見つけた。二人は同時に剣を抜き、倉庫で激しい決闘に臨んだ。 二人はバーベキュー場まで走り、互いの周りを回った。アンジェリカはジャックの動きをそのまま真似した。ジャックが髭に手を伸ばし、アンジェリカも同じようにしたため、ジャックは怒った。二人は再び剣をぶつけ合い、ジャックはアンジェリカを天井まで追いかけた。二人はバランスを取りながら戦い続けたが、すぐに樽もろとも転げ落ちた。二人は互角の戦いを再開した。ついにアンジェリカは高度な剣技を繰り出し、ジャックに剣を向けた。ジャックはすぐにそれが偽者だと気づき、アンジェリカの動きをかわして彼女を引きずり込み、二人はキスを交わした。それからジャックはアンジェリカに挨拶をした。
秘密がバレたことに気づいたアンジェリカは、挨拶を返し、その後ジャックと束の間の再会を果たした。アンジェリカがジャックになりすましたことについて語り合ったが、ジャックは自分が船長のふりをされていないことに不満を漏らした。アンジェリカは、ジャックが答えようとした時に、本当に若返りの泉に行ったのかと尋ねた。突然、スクラムが入ってきて、ジョージ国王の近衛兵が酒場に押し入ってきたとアンジェリカに警告した。近衛兵が倉庫に押し入ってくると、アンジェリカとジャックは協力して近衛兵と戦った。アンジェリカとジャックは樽を切り裂き、近衛兵にエールを吹きかけ、優位に立った。近衛兵はついにマスケット銃を彼らに向ける。アンジェリカとジャックは顔を見合わせ、すぐにアンジェリカがレバーを斬りつけた。二人は落とし戸から水に落ち、泳いでテムズ川に浮かび上がった。
二人が岸に上陸する間、ジャックはアンジェリカが「冒涜の儀式」について知っていることを知った。彼は儀式の内容と必要な条件について尋ねた。アンジェリカは、ジャックが操舵手から背後から放たれたブードゥーの矢に直撃されたまさにその瞬間、人魚が必要だと告げた。アンジェリカはジャックをクイーン・アンズ・リベンジ号に乗せ、伝説の泉探しの旅はそこで続いた。
航海中、アンジェリカが一等航海士としての任務を遂行している間、ジャック・スパロウをはじめとする多くの誘拐された船員たちは甲板員として働かされた。アンジェリカが甲板の下に降りると、ジャック本人がすぐに彼女の首にフックを突きつけ、黒ひげの船に乗せた冷酷で魂のない野郎呼ばわりした。アンジェリカは、黒ひげは自分の娘である彼女の言うことを聞くだろうと言ってジャックを落ち着かせようとした。ジャックはその主張に当惑したが、アンジェリカは自分が黒ひげを騙しているとジャックに信じ込ませることに成功した。そして彼女は、操舵手が予見した、黒ひげは片足の男の手にかかって死ぬという予言をジャックに話した。
ジャックがリベンジ号で反乱を起こしたとき、彼はアンジェリカの船室に入り、彼女が眠っているのを見た。彼はそっと剣とブーツを奪おうとした。彼がそれらを受け取ると、茫然としたアンジェリカはジャックに、もしこれが夢なら剣とブーツはあなたが持っていてもいいと言う。ジャックは夢だと彼女を安心させるが、少なくともアンジェリカが船室の外で剣がぶつかり合う音を聞くまでは。するとジャックは、自分が船を奪うと彼女に警告する。アンジェリカは、ジャックが彼女を船室に閉じ込めるために去っていくと、スペイン語で怒りの罵り言葉を浴びせ、剣を掴む。ジャックが船室のドアを閉めて鍵をかけると、アンジェリカは剣をドアに突き刺し、ジャックの頭から数インチのところを狙った。
アンジェリカは後に船室を脱出し、反乱に加わった。戦いはジャックと共謀者たちにとって幸先の良いスタートとなった。ジャックが勝利したその瞬間、黒ひげが甲板に現れ、剣の力で反乱を鎮圧した。反乱の後、黒ひげはジャックを殺そうとしたが、アンジェリカに邪魔され、泉を見つけるにはジャックが必要だと念を押された。その後、宣教師のフィリップ・スウィフトに再び邪魔され、黒ひげはフィリップを撃とうとした。しかし、アンジェリカは神の男を傷つけてほしくなかったので、またもや彼を止めた。黒ひげは娘が自分を救うためにそこまでしてくれることに感動した。その後、アンジェリカは父にすべての魂は救われると伝え、フィリップもそれに同意した。アンジェリカの信仰ゆえに、黒ひげは拳銃をしまった。
黒ひげは、その晩見張りをすることになっていた料理人が反乱に加わっていたことを知ると、彼にロングボートに乗るよう命じた。アンジェリカは父が何をしようとしていたのか悟り、必死に料理人を殺さないでと懇願した。彼女の嘆願は無視され、黒ひげは部下にギリシャ火砲を発射するよう命じた。アンジェリカは、アン女王の復讐号から漕ぎ去る料理人が爆撃されるのを、父の傍らで見守っていた。料理人が殺されると、アンジェリカはその場を去った。その後、操舵手はジャック・スパロウを黒ひげの船室に連れて行き、話をさせた。二人が話している間、アンジェリカはドアのところで耳を澄ませていた。ジャックが黒ひげにアンジェリカの正体を話しているのが聞こえたのだ。アンジェリカは、父がブードゥー人形でジャックを拷問し、泉へ案内するよう強要している最中に、ジャックを遮った。
その後、アンジェリカがメインデッキに到着すると、ジャックはスクラムにマンドラをロマンチックな口調で弾かせながらワインを勧めた。アンジェリカはうれしくなり、やがてジャックの行動に疑念を抱いた。二人は、アンジェリカがジャックにレースを渡したラ・マルティニークと、アンジェリカがジャックを殺そうとしたサン・ドミニクでの以前の出会いを思い出した。スクラムが勢いよくマンドラを弾き始めると、ジャックはアンジェリカをデッキに歩かせて踊らせた。二人が踊っている間、ジャックはアンジェリカに、不敬の儀式の知識と引き換えに、一緒に若返りの泉に行って名声を分け合えると告げた。アンジェリカはジャックを信用することに懐疑的だったが、数年前にティア・ダルマに売った指輪をジャックからもらったことで考え直した。そしてアンジェリカはジャックに儀式の内容を明かした。泉の水、人魚の涙、そしてポンセ・デ・レオンの銀の聖杯だった。アンジェリカはまた、これらのアイテムは他者の寿命を全て奪うために使われる、つまり犠牲となるため、単独では行けないことを明かした。ジャックの泉探しへの意欲は薄れたが、アンジェリカはジャックが望むものを約束することで彼を買収しようとした。アンジェリカはその後、黒ひげの戦利品でいっぱいのキャビネットをジャックに見せた。それは瓶の中に縮小された船が入っており、それぞれの船には黒ひげが倒した船が入っていた。アンジェリカはジャックに船をどれでも選べると約束したが、彼が選ぶであろう船は、今は瓶に閉じ込められたブラックパール号だと知っていた。アンジェリカは、黒ひげのために犠牲者の年月が必要だとジャックに言い、自分が本当に黒ひげの娘であることを明かし、真実を話すことで嘘をついたと述べ、ジャックを感心させた。ジャックは、黒ひげは救いようがなく、彼女を殺すだろうとアンジェリカに警告しようとした。彼らが議論をさらに進める前に、クイーン・アンズ・リベンジ号は人魚の生息地であるホワイトキャップ湾に到着した。
ブラックビアードとその乗組員と共にホワイトキャップ湾に到着したアンジェリカは、儀式のために人魚の涙が必要だったため、人魚を捕まえる試みを手伝った。男たちの何人かが浅瀬で大きな漁網を展開する間、アンジェリカはブラックビアードと他の乗組員数名に加わり、古い灯台の頂上へと向かった。サラマンが灯台を稼働状態にできた後、アンジェリカはブラックビアードが人魚をおびき寄せるために数隻のロングボートを水中に進水させるのを見守った。ボートに乗っていた男の一人、スクラムの歌が、すぐに人魚の一団を引き寄せた。人魚たちは数分ためらった後、ボートとその乗組員を攻撃した。湾は戦場と化し、人魚たちはボートに乗っていた男たち全員を殺そうとした。しばらくして、人魚たちは海藻のロープを使い陸上の乗組員を海に引きずり込み、攻撃し始めた。すぐにアンジェリカは人魚の海藻ロープの1つに引っ張られ、ジャックは彼女を救わなければなりませんでした。ジャックが灯台を爆破した後、人魚たちは海中を逃げ出した。黒ひげの攻撃は失敗に終わり、岸辺の人魚は皆死んだように見えたが、フィリップ・スウィフトは人魚の尾の先をカトラスで突き刺し、一匹を捕らえた。黒ひげはスウィフトを称賛し、安全な入り江へ向かうよう命じた。アンジェリカは人魚の襲撃で失ったジャックの剣を見つけ、乗組員たちが獲物を持って航海を続ける準備をしている最中に、ジャックに投げ渡した。
クイーン・アンズ・リベンジ号を島の安全な入り江に移した後、黒ひげとその部下たちは若返りの泉探しを続けるため内陸へと向かった。彼らは島のどこかで座礁したポンセ・デ・レオン船長のサンティアゴ号を見つける必要があった。儀式に必要なもう一つの重要な品であるカルタヘナの聖杯2つは船内に隠されていた。アンジェリカと黒ひげはそれを見つけなければならなかった。ジャック・スパロウは神秘的なコンパスの助けを借りてジャングルや沼地を案内したが、乗組員たちはすぐに乗り越えられない障害、壊れた橋を発見した。
アンジェリカとジャックはどちらの方向に行くべきかで短い口論をした。片方の道は聖杯の道から外れてしまい、時間の無駄になるからだ。そこで黒ひげは、誰かが川を渡って聖杯を回収し、残りの乗組員は泉の方へ進むことにした。アンジェリカはこの考えに納得がいかなかったが、黒ひげはジャックのコンパスを取り上げ、川に飛び込むよう命じた。ジャックが高い崖から飛び込むことを拒否すると、アンジェリカは落胆したが、黒ひげは拳銃を取り出し、アンジェリカ自身を殺すと脅した。スパロウは彼が自分の娘を殺すとは信じられなかったが、黒ひげは拳銃を操舵手に渡した。操舵手はそれを6丁の拳銃と一緒に置いていたが、そのうち2丁にのみ弾が込められていたが、どれが弾丸が入っているのかは分からなかった。アンジェリカはこの行動に衝撃を受けた。
黒ひげはジャックにどちらかを選ばせようと、彼から拳銃を取り上げ、アンジェリカに突きつけて引き金を引いた。アンジェリカはほっとしたが、拳銃には弾が込められていなかった。しかし、黒ひげはジャックにもう一度選択を迫った。ジャックが弾の込められた拳銃を空に向けて発砲したとき、黒ひげが本気だと分かったジャックは、操舵手に川に飛び込んだ場合の生存の可能性について尋ねた。操舵手はアンジェリカからジャックのブードゥー人形を受け取ると、それを川に投げ捨て、飛び込んでも生き残ることを示した。焦ったアンジェリカが飛び込もうとしたとき、ジャックは彼女の前で飛び込み、川に落ち、次の瞬間に水面に現れた。
ジャックが最終的に父の指示に従ったのを見て、彼女は黒ひげの試みを称賛し、どの拳銃に弾が込められているか知っていると言った。黒ひげも、どの拳銃に弾が込められているかは知っていると彼女に保証した。ジャックがサンティアゴ号に向かう間、アンジェリカと乗組員たちは泉の捜索を続けた。
アンジェリカが黒ひげとその乗組員と共にジャングルを旅している間、捕らえられた人魚は海水を満たしたガラスの水槽で運ばれていた。しかし、ゾンビの乗組員の一人、ヨーマンが誤ってつまずいたため、水槽は地面に落ちて壊れてしまった。人魚は地面に倒れ、驚いた海賊たちの目の前で、彼女の尻尾は人間の脚に変化した。フィリップ・スウィフトはすぐに自分のシャツを彼女に渡して覆わせた。黒ひげに脅された後、フィリップは残りの旅の間彼女を運ぶことを決め、後にシレナと名付けた。
乗組員はその後、人魚が縛られて死ぬまで放置されていたジャングル・プールを発見した。アンジェリカの助けを借りて、シレーナとフィリップが互いに好意を抱いていることを知ると、黒ひげはフィリップを利用することを決めた。シレーナはプールの一つに入れられ、黒ひげは彼女を泣かせようとした。しかし、シレーナは屈しなかった。シレーナが依然として強いことを悟った黒ひげは、操舵手にフィリップを殺させたが、実際にはブードゥーの矢で彼を眠らせただけだった。シレーナは死んだように見え、フィリップの遺体は近くに捨てられた。アンジェリカはフィリップが意識を取り戻すまで乗組員と共に待ち、再会した際にシレーナを歓喜の涙で泣かせることに成功した。父シレーナの涙を小瓶に入れてアンジェリカに渡した後、アンジェリカは黒ひげと共に探索を続けた。
アンジェリカがジャックのコンパスを握る中、黒ひげとその乗組員たちはジャングルを捜索し、ジャック・スパロウと合流した。スパロウは聖杯を発見したが、聖杯はジョシャミー・ギブスが押さえつけたイノシシに縛り付けられていた。しかし、ジャックは聖杯を渡す前に条件を出していた。それは黒ひげがアンジェリカに危害を加えないことだった。黒ひげがスパロウの条件を受け入れ聖杯を受け取ると、アンジェリカと乗組員は生命の泉を目指して旅を続けた。
ジャングルを何度も探索した後、ジャックは生命の泉への洞窟の入り口を発見した。操舵手は残りの乗組員を率いて洞窟の奥深くへと進み、行き止まりに辿り着いた。探索の終わりと思われたジャックの、二つの聖杯をぶつけ合って泉に入ろうとする失敗を目の当たりにしたアンジェリカは、ジャックが一度も泉に足を踏み入れたことがなかったことを悟った。この事実に激怒した黒ひげは操舵手にジャックを殺すよう命じた。しかし、ジャックが聖杯に刻まれた「生命の水（ Aqua de Vida）」という言葉を読むと、洞窟の壁を伝って水が徐々に上昇し、彼らの頭上に水たまりができた。アンジェリカはジャックが水たまりに吸い込まれるのを見守った。残りの乗組員もジャックに続いて水たまりを通り抜け、生命の泉へと辿り着いた。アンジェリカが泉の美しさに見とれている間、ジャックは泉へと歩を進めた。水たまりは自然石でできたアーチ状の水盤で、そこから水が滴り落ちていた。黒ひげはジャックに、最初に水を飲むのは自分だと告げた。しかし、その機会が与えられる前に、アンジェリカは黒ひげに、霧の中から現れた望ましくない訪問者、彼を殺す運命にある片足の男について警告した。
そのとき、アンジェリカはジャックがジョージ王の宮廷に仕える私掠船員ヘクター・バルボッサを泉に連れてきたことに気づいた。彼女はバルボッサが黒ひげを捕虜にすると宣言するのを見ていた。黒ひげは手下にバルボッサの手下を攻撃するよう命じ、泉で手下同士の戦いが始まった。戦いが続く中、アンジェリカはスクラムを傍らに置き、剣をジャックに向けながらジャックと短時間対峙した。突然、アンジェリカがジャックの歳を奪うと言ったとき、ジャックは人魚の涙を空中に投げた。アンジェリカがそれをつかもうとしたため、彼女とスクラムも剣を空中に投げ上げ、両方の剣がジャックの手に渡った。もう一度投げ合った後、ジャックは涙を、スクラムは聖杯を手に入れた。ジャックは聖杯をスクラムの手から蹴り飛ばし、泉の反対側へと運んだ。ジャックとアンジェリカは聖杯と格闘することになるが、そこにスペイン人とその部下が到着する。
スペイン人がバルボッサの部下の一人を殺した後、ジャックはアンジェリカに聖杯を渡した。スペイン人はアンジェリカに向かって歩いてきた。アンジェリカは聖杯を要求した。アンジェリカは聖杯を受け取ろうとしなかったが、スペイン人の部下二人が彼女を押さえつけ、彼に聖杯を受け取らせた。アンジェリカは、スペイン人が真の目的、すなわち生命の泉を破壊することを明かすのを見守った。彼は聖杯を砕いて深い池に投げ込み、部下に泉を破壊するよう命じた。
スペイン軍が寺院を破壊し始めたとき、バルボッサは黒ひげを剣で刺した。何が起こったのかに恐怖したアンジェリカは、剣を抜くために父のもとへ走った。ジャックはバルボッサの剣に毒が塗られているとアンジェリカに警告しようとしたが、手を切り、その過程で自らも毒を飲んでしまったため手遅れだった。アンジェリカが危険にさらされていると気づいたジャックは、スペイン軍が泉の柱を倒し始めた間に聖杯を探しに走った。アンジェリカが必死に父を助けようとしている間に、黒ひげの残りの乗組員はバルボッサと共に去っていった。スペイン軍は大きな柱を倒し、泉と、スペイン兵と戦っていた操舵手と砲手を押しつぶした。スペイン軍が去ると、ジャックは聖杯を手にアンジェリカと黒ひげのもとへ駆け寄り、そのうちの一つにはシレーナの涙が握られていた。そして冒涜の儀式を執り行おうとした。
ジャックは黒ひげとアンジェリカにそれぞれ聖杯を差し出し、アンジェリカには涙の入った杯を、黒ひげには命を奪う杯を飲ませた。アンジェリカは黒ひげが救いようのない死を迎えることを望まなかったため、拒否した。ジャックは黒ひげに瀕死の娘を救うよう説得しようとした。しかし黒ひげは素早く涙の入った杯を掴み、飲み干した。そしてアンジェリカに自分を助けるよう命じた。父親の行為に衝撃を受けたアンジェリカは、もう一方の聖杯から自ら進んで飲んだ。死を覚悟したアンジェリカは、父親に愛を伝えた。しかし、ジャックは自分が杯を入れ替えた可能性を明かした。
アンジェリカの傷は、泉の水が黒ひげに向かって流れ込むとすぐに癒えた。ジャックは、泉の水が黒ひげを完全に包み込み、肉が腐っていく様子を見守った。そして水は消え、黒ひげの骸骨は崩れ落ち、死んだ。
その後、ジャック・スパロウはアンジェリカを手漕ぎボートに縛り付け、ソラ・フィデ・ビーチへ連れて行った。命は助かったものの、アンジェリカはジャックに、今の自分の年齢は実の父である黒ひげから奪われたと感じており、彼を憎んでいると告げた。ジャックはアンジェリカに、あの状況で父親なら誰でもすべきことを黒ひげがするのを手伝ったのだと語った。アンジェリカはジャックを冷酷で無知だと非難した。
無人島に到着すると、ジャックはアンジェリカを岸に投げ飛ばし、弾丸が一発入った拳銃を投げつけた。アンジェリカはどうやって縛めを解くのかと尋ねた。ジャックは、自力で解けたので襲い掛かる機会を伺っていると答えた。その時、アンジェリカはジャックに襲いかかったが、ジャックはそれをかわした。アンジェリカは必死にジャックを説得しようとした。まず、まだ自分を愛していることを認めさせようとし、次に宝石の詰まった宝物の話や、ジャックの子供を妊娠していることを語った。ジャックはこれらの主張を全て嘘だと思い込み、否定した。
絶望したアンジェリカは、ジャックに、初めて会った瞬間からずっと言いたかったことを告げた。ジャックも同じように愛していると言い、これからもずっと愛し続けると宣言した。二人はキスをしようと身を乗り出したが、ジャックは急いで自分のディンギーに駆け寄った。アンジェリカは怒り狂ってジャックを叫び、一発発射可能なピストルで彼を撃とうとした。しかし、それは外れ、水面に落ちた。ジャックはロングボートで漕ぎ去り、アンジェリカはスペイン語で彼を罵倒するしかなかった。
ジャックのせいで、アンジェリカはソラ・フィデ号に取り残されてしまった。暇な時に彼女が唯一することといえば、岩の上に一人座り、波を眺めることだった。やがて彼女は、まるで運命に導かれたかのように、ジャック・スパロウのブードゥー人形が彼女の方へ近づいてくるのに気づく。アンジェリカはそれを拾い上げ、微笑む。映画では彼女のその後の運命は不明となっているが、小説ではその後の彼女の様子が描かれている。アンジェリカはたまたま近くを通りがかった漁師船に助けられ、近くの街まで移動した。しかしそこにはインド貿易会社の兵士が待機しており、その場でアンジェリカは捕らえられた。アンジェリカは牢獄に入れられ、監視役の兵士に自身が妊娠していることを伝えるもこの情報が嘘であることは既にジャック・スパロウがもたらした情報によって明らかであった。裁判の末にアンジェリカに絞首刑が言い渡された。アンジェリカの逃亡を恐れた東インド会社は警備の厳しいポート・ロイヤルに身柄を移した。その際に東インド会社はアンジェリカの身体に何重にも鎖を巻きつけて椅子に固定され軍艦4隻の護衛も付けた。ポート・ロイヤルに到着してもアンジェリカに巻きつけられた鎖は外されずに数人の兵士が鎖を引きながら歩かされ、重要囚人専用の牢獄に投獄された。アンジェリカは脱獄について計画していたが、時間が足りず、到着から2日後に他の死刑囚と共に処刑される時を待つアンジェリカは幼少期の思い出を振り返った。そして処刑台に立たされ、アンジェリカの首に縄が撒かれ処刑人がレバーを引く寸前にスペイン語で『ジャック・・・』と言い放った。その直後にアンジェリカの身体は地面に向かって落ち、首が折れ死亡した。遺体は呪いを恐れた東インド会社によってポート・ロイヤルの墓地には埋められずに教会の墓に埋められた。
スクラム (Scrumu)
演：スティーヴン・グレアム/加瀬康之
第4作から登場する「アン女王の復讐号」の船員。バルボッサが船長になってからも船員を引き継ぐ。
第5作ではいつの間にかジャックの手下となっているが、ジャックやギブスからはぞんざいな扱いをされる事が多い。
キャビンボーイ (Cabin Boy)
演:ロビー・ケイ
「アン女王の復讐号」の船員。

## サイレント・メアリー号
アルマンド・サラザール(Captain Armando Salazar)
演：ハビエル・バルデム/大塚明夫
第5作で登場。幽霊船「サイレント・メアリー号」の艦長。その顔は罅割れており、後頭部は損壊して無くなっている。
生前はスペイン海軍の艦長であり、海賊に家族を殺された経験から、この世のすべての海賊を滅ぼす「海の処刑人」として名を馳せた。海賊であれば無抵抗のものでも容赦なく殺害する冷酷さを持つ。また、襲撃した海賊船の乗組員の内、必ず一人を「生き証人」として生かして帰すという主義を持つ。しかし若き日のジャックの挑発に乗り、「魔の三角海域」に誘い込まれ、旗艦や部下たち諸共全滅する。
亡霊であるため普通の武器では倒すことはできず、鉄格子などもすり抜けることが出来る。船を襲う際は、船体の骨組みが剥き出しとなった「サイレント・メアリー号」の船首部を、蛇の鎌首のように持ち上げさせ、それを相手の船体に叩きつけて破壊する。船首の女神像も意思を持って動かせる他、幽霊鮫「ゴーストシャーク」を操ることも出来る。ただし、部下共々陸に上がることが出来ず、無理に上がろうとすると身体が霧散してしまう。
上記以降、「魔の三角海域」に囚われ続けていたが、ジャックがコンパスを手放したことで解放され、「ジャックへの復讐」と「全ての海賊を根絶やしにする」ために活動を始める。バルボッサ麾下の海賊をいくつも壊滅させ、バルボッサ本隊の海賊船アン女王の復讐号にも壊滅的な打撃を与えながら、ジャックを追い詰める。ブラックパール号襲撃の際にヘンリーを攫い、彼に乗り移りジャックたちを襲撃、海底に眠る「ポセイドンの槍」を手に入れるが、解放されたヘンリーに槍を破壊されたことで呪いが解け、生身の人間として復活する。その後、ブラックパール号の錨に引き上げられるジャックたちを追うが、バルボッサの捨て身の攻撃により錨から落下し、そのまま彼と共に海底へと呑み込まれていった。
レサロ(Lesaro)
演：フアン・カルロス・ベイード
サラザールの部下。第5作で登場。階級は大尉。眼帯をつけていて、他の乗組員と同様に亡霊となっている。作中では主に「サイレント・メアリー号」の操船を務める。
呪いが解けて生身に戻った後はサラザールと共にジャックたちを追うも置いていかれ、乗組員と共に海底に沈んでいった。

## その他
エドワード・ティーグ (Edward Teague)
演：キース・リチャーズ/小林清志
ジャック・スパロウの父。大海賊モーガンとバーソロミューが書き記した「海賊の掟」の番人。第3作から登場。
かつては実力のある伝説の海賊であった。掟の従いに忠実であり、掟を犯す者は誰であろうと容赦しないため、ジャックを含めた9人の伝説の海賊達からも恐れられている。妻の干し首（頭部のミイラ）を携帯している。旗艦はミステリアス・レディ号。第4作では、ロンドンでジャックと再会し、「生命の泉」における儀式の準備についてアドバイスをした。
ティア・ダルマ (Tia Dalma)
演：ナオミ・ハリス/高乃麗
ブードゥー教の預言者。第2作から登場。
家の中は白い蛇など色々な怪しい物体で溢れ返っている。昔からジャックと関係があった。正体は海の女神カリプソであり、過去にデイヴィ・ジョーンズと再会する約束を破り、激昂したジョーンズと彼と取引をした9人の伝説の海賊達によって、人間の体に封じられた。
第2作の最後では自宅に来たウィル達に、クラーケンに飲み込まれたジャックを、世界の果てへ赴いて助け出そうと提案し、魔術で復活させたバルボッサを紹介する。
第3作で彼女の正体が判明する。難破船島で行われた評議会の後、バルボッサ達によって解放の呪文を唱えられ、ようやく解放された。ウィルに裏切り者がジョーンズだと告げられると、神々の言葉で海賊を侮辱し、無数のカニに分裂して海へと消えた。その後、急に天候が悪化し、海には巨大な渦ができ、ジョーンズはそれがカリプソの仕業だと考えた。
タイ・フアン (Tai Huang)
演：レジー・リー
サオ・フェンの手下。ジャック・スパロウ救出の旅に同行する。
アンクル・ジャック (Uncle Jack)
演 : ポール・マッカートニー/内田直哉
ジャック・スパロウのおじ。第5作に登場。英軍の牢屋でジャックと出会う。
リアン、パーク
演：ミッチェル・リー、エイドリアン・リー
側近兼あんまとしてキャプテン・サオ・フェンに仕えた双子。ブラックパール号、エンプレス号で乗組員をした。鉄の箸や鉄の扇子といった変わった武器を使用する。シンガポールの東インド貿易会社との戦いにて死亡。

## パイレーツ・オブ・カリビアン/呪われた海賊たち

### ポートロイヤル
トゥイッグ
演 - マイケル・ベリー・ジュニア
顔の左側に傷があり、ふさふさした茶色の髭を生やした海賊で、バルボッサの部下の一人。
経歴
トゥイッグは、イスラ・デ・ムエルタを探す冒険に先立ち、ジャック・スパロウ船長 に他の多くの乗組員と共に採用された。トゥイッグは、スパロウの副船長バルボッサが率いた反乱に参加し、ジャックを無人島に置き去りにした。今や船長となったバルボッサは、乗組員を島へ導き、そこで彼らはエルナン・コルテスの財宝を発見・盗み出し、それによって自らに呪いをかけた。トゥイッグはアンデッドとなり、残りの骸骨の乗組員と共に、呪いを解くために882個の財宝すべてを追跡した。トゥイッグはポートロイヤル襲撃に参加し、仲間のケーラーと共にポートロイヤル監獄を包囲した。武器庫を探している最中にジャック・スパロウに遭遇し、うっかり呪いの正体を明かしてしまう。トゥイッグとケーラーは、エリザベス・スワンを捕虜としてイスラ・デ・ムエルタに向けて出航するブラックパール号に戻った。スワンの血が呪いを解くことができないことが判明すると、トゥイッグは真っ先にバルボッサのリーダーシップに疑問を呈したが、ウィル・ターナーが救出作戦を開始した際には、乗組員と共にスワンと行方不明のメダリオンの捜索に加わった。
バルボッサの乗組員たちはインターセプター号でスワンとターナーを追跡した。そこでバルボッサはトゥイッグとケーラーに敵船に火薬庫を運ぶよう命じた。彼らは乗組員がパール号に乗せられた後に船を爆発させるように仕掛け、その後ウィル・ターナーを犠牲にするためにイスラ・デ・ムエルタに戻った。しかし、HMSドーントレス号が間に合うように到着し、海賊の注意をそらし、海賊はイギリス海軍部隊への襲撃を開始した。トゥイッグとケーラーは海兵隊と一騎打ちになり、不死の状態だった多くの人々を殺した。呪いがようやく解けたのを感じて彼らは安堵したが、喜びもつかの間、再び包囲され無防備な状態に陥った。ケーラーはジェームズ・ノリントンに殺され、トゥイッグは剣を捨てて降伏した。彼のその後の消息は不明である。
ボーソン
演 - アイザック・C・シングルトン・ジュニア
アフリカ出身の海賊で、背が高く、全身に儀式的な傷跡を刻まれた黒人男性。
経歴
過去についてはあまり知られていないが、ブラックパール号の乗組員には西アフリカやイスパニョーラ島からの逃亡奴隷も含まれていたことから、アフリカまたはその近辺で生まれた可能性が高い。ボーソンは、ブラックパール号がジャック・スパロウ船長の指揮下にあった時代に同乗していたため、スパロウの副船長であるヘクター・バルボッサが起こした反乱にも参加し、ジャックは無人島に置き去りにされた。その後しばらくして、ブラックパール号の残りの乗組員はエルナン・コルテスの財宝の呪いにかかり、アンデッドの生き物となった。は、アステカの黄金を探す10年間、バルボッサの一等航海士として留まったが、船長の能力に若干の疑念を抱いていたようだった。彼と他の乗組員は、アステカの黄金の最後の一片がポートロイヤルにあるという合図を受け取ると、彼と部下たちは町を襲撃した。エリザベス・スワンがパール号に乗せられたとき、彼女がパーレイの権利を行使しようとしたため、彼は彼女を平手打ちした。バルボッサはボーソンの腕をつかみ、パーレイを持つ者に手を出すなと命じた。エリザベスがバルボッサに条件を告げると、甲板長は部下たちにポートロイヤルへの砲撃をやめ、イスラ・デ・ムエルタへ向かうよう命じたりボーソンと他の乗組員たちはその後、船上で作業していた。バルボッサから呪いについて知らされていたエリザベスは甲板に飛び出したが、夜で月が出ていたため、アンデッドの乗組員たちと遭遇した。乗組員たちはエリザベスをさらに怖がらせることで面白がった。エリザベスはバルボッサの船室に戻ろうとしたが、バルボッサ本人と対面した。彼が月光の中に歩み出て骸骨の姿を彼女に見せると、彼女は彼の周りを走り抜けて船室に入った。バルボッサは彼女の後ろでドアに鍵をかけ、笑った。ボーソンを含む乗組員たちも笑い出したが、バルボッサが仕事に戻るよう命じると、彼らは慌てて持ち場に戻った。ブラックパール号が死の島に到着すると、バルボッサ、ボーソン、そして乗組員たちはエリザベスを呪われた宝箱のある洞窟へ連れて行った。バルボッサがエリザベスの手を切り、その血をメダリオンの血につけ、それを他の871個の同じ破片とともに宝箱の中へ落とすと、ボーソンと乗組員たちは興奮して詠唱を上げた。乗組員たちは詠唱をやめて待った。何も変化を感じなかったため、バルボッサはピストルを取り出しピンテルを撃った。ピンテルが死ななかったため、乗組員たちは呪いがまだ続いていることに気づき、怒り狂った。ボーソンはピンテルとラゲッティが間違った人を連れてきたと激怒した。ピンテルはすぐに、エリザベスがメダリオンを持っていたことは自分たちが見つけた時であり、間違いなく年齢も合致していると請け合った。するとトゥイッグはバルボッサが彼らをそこへ連れてきたのは無駄だったと叫び、乗組員たちから同意の叫び声が上がった。ケーラーはバルボッサに、君の決断の一つ一つが彼らをますます悪い方向へ導いたと激怒した。しかしマロットは、ブーツストラップを海底に送り込んだバルボッサを叱責した。そしてついに、ボーソンは、そもそも彼らをここに連れてきたのはバルボッサだと告げた。彼は剣を抜き、他の乗組員たちも同じように剣を抜いた。バルボッサもまた剣を抜き、一人ずつ勝負を挑んだ。乗組員たちは沈黙した。ボーソンでさえ、バルボッサに剣で勝負を挑むことはなかった。するとジャック・ザ・モンキーが大声で叫び、彼らの注意を引いた。注意を引くと、エリザベスが以前いた場所を指差した。ウィル・ターナー（ジャック・スパロウ船長、トルトゥーガ島の海賊団、そして盗まれたイギリスの軍艦「インターセプター号」と共にエリザベスを救出に来た）は、海賊たちが言い争っている間にエリザベスのいる場所に忍び寄り、彼女を揺り起こして連れ去った。ジャック・ザ・モンキーは手遅れになる前に海賊たちに知らせようとしたが、船員たちの間で言い争っていたため、それができなかった。バルボッサは乗組員に彼女を探すよう命じた。ボーソンと部下たちはロングボートに駆けつけたが、オールがなくなっていることに気づいた。ボーソンは部下たちにそれらを探すよう命じ、その後、かつての船長ジャック・スパロウと再会した。ボーソンは後にバルボッサに、彼らがHMSインターセプター号に近づいていることを知らせた。そして、バルボッサがスパロウの交渉を嫌ったため、ジャック・スパロウを営倉に閉じ込めるよう命じられた。ジャックが漏水があると伝えようとしたが、ボーソンはそれを無視して二階に上がり、戦闘に参加した。また、バルボッサがウィルの喉を切るのを止めようとしたジャックを短時間つかみ、ジャックは肩から海賊の手を叩き落とした。HMSドーントレス号での戦闘中、ボーソンは船への奇襲攻撃のために水中を歩いている海賊の一人だった。この戦闘中、イギリス海軍士官ジレットが彼に滑車を投げたが外れ、代わりにラゲッティに当たり、彼の木製の目を失明させた。呪いが解けると、彼は降伏したが、イギリス海軍の魔の手から逃れるのに十分な時間生き残った。バルボッサの死後、乗組員は再び呪いを受け、ボーソンはピンテルとラゲッティと共にメキシコにあるアステカの偶像を盗む任務を遂行した。ボーソンはウィル・ターナーに偶像の回収を強要し、その力を使って自身の力を増強し、無敵になったと主張した。しかし、ジャック・スパロウがボーソンを倒した際に偶像は盗まれてしまった。激怒したボーソンとその部下たちはジャック、ウィル、エリザベスを追いかけたが、捕まえることはできなかった。ボーソンはその後少なくとももう一回、商船でジャックを待ち伏せした。二人の船長は一対一で戦い、ボーソンは彼を圧倒したが、ジャックを殺す前にアナマリアが鎖弾を発射し、彼を海に送り込み、彼と部下は岸まで長い道のりを歩かざるを得なくなった。彼のその後の運命は不明である。
ケーラー
演 - トレヴァ・エティエンヌ
経歴
ケーラーはヘクター・バルボッサに仕える呪われたジャマイカ人の海賊だった。痩せこけた肌の浅黒い男で、ドレッドヘアとジャマイカ訛りの話し方をするケーラーは、バルボッサの船員として仕え、命令があれば躊躇なく殺し、しばしば同胞のトゥイッグと組んでいた。ケーラーはイギリス海軍のジェームズ・ノリントン提督に刺され、ドーントレス号の上で死亡した。
港湾長官
演 - ガイ・シナー
経歴
彼はかつて国王に忠実な臣下だったが、長年にわたる海運業界の下層階級との接触により腐敗していた。わずかな政府給を補うため、しばしば賄賂を受け取り、高級な衣服を身に付けていた。かつら、眼鏡、三角帽子をかぶっている姿がよく見られた。港湾長は、沈没しつつあるジョリー・モン号に乗ってポート・ロイヤルに到着したジャック・スパロウに声をかけた。ジャックは、港湾長官の台帳に自分の名前が載らないようにするために3シリングを差し出した。助手の非難めいた表情にもかかわらず、港湾長官はこの賄賂を受け取ったが、海賊ジャックが威勢よく立ち去る際に財布を盗んだことには気づかなかった。翌日、ブラックパール号が町を襲撃した後、港湾長は助手が釣りをしている間に波止場で少数の海兵隊員と話しており、スパロウとウィル・ターナーが転覆したボートの下を歩いていることに気づかなかった。彼のその後の消息は不明である。
ジョン・ブラウン
演 - ラルフ・P・マーティン
ブラウンはポート・ロイヤルの町で鍛冶屋を営む鍛冶屋の所有者である。
経歴
ジョン・ブラウンの生涯については、ブラウン氏が鍛冶屋になったこと以外ほとんど知られていない。最も有名なのは、若い弟子ウィル・ターナーが刀を鍛造していた頃の師匠である。ブラウンは酒飲みで滅多に仕事をしなかったが、そこは彼の鍛冶場だったので、ウィルが作った刀には彼の名前が付けられていた。ブラウンはよく酔っぱらっていたため、ウィルは独学で鍛冶の腕を磨いた。ブラウンはまた、ウィルが海賊と遭遇した際に勝利できるよう、彼が鍛造した刀の鍛錬に多くの時間を費やしていたという事実に気づいていなかった。ジャック・スパロウ船長が 英国海軍の拘束から逃げ出し、ブラウンの店に避難した時、ウィルにチャンスが訪れた。ウィルは彼と決闘をしたが、最終的に海賊はウィルに拳銃を突きつけた。この時、ブラウンは酔いから覚めており、ウィルの命を救うため、瓶でスパロウの頭を殴り、意識を失わせた。ウィルとスパロウの戦いを見ていなかったノリントン提督は、彼の行動を称賛した。鍛冶屋には大量のアルコール飲料があったため、30分も経たないうちにブラウンは酔って再び眠ってしまった。イスラ・デ・ムエルタの事件の後、ウィルは鍛冶屋に戻り、翌年もブラウンのもとで働き続けた。ジャック・スパロウが単独でフォート・チャールズを襲撃した際、エリザベス・スワンがウィルにジャックの投獄を知らせるために鍛冶屋に入った時、ブラウンは眠っているところを発見された。その後しばらくして、ウィルとエリザベスの結婚式が予定されていた際、カトラー・ベケット卿 の指揮下にある兵士たちがウィルを捜索中に鍛冶屋に押し入った。その時点ではまだブラウンが店のオーナーだったが、ウィルがそこで逮捕された時に彼がそこにいたかどうかは不明である。海賊のゴロツキ、バスケスがポート・ロイヤルに上陸した後、彼は町でのいわゆる「番人」の見返りとしてブラウンをはじめとする人々から金銭を徴収した。しかし、ブラウンは何らかの理由でバスケスに金銭を支払えなかったため、バスケスはブラウンの鍛冶屋に押し入り、彼を殴りつけた。バスケスは悪名高い海賊、ジャック・スパロウに邪魔され、ティア・ダルマを探すためにポート・ロイヤルに戻ってきた。ダルマはバスケスを剣戟 で破り、ブラウンを鍛冶屋に残して去った。彼のその後の消息は不明である。
エストレラ (Estrella)
演 - ポーラ・J・ニューマン
スワン家に仕えるメイド。
エストレラの初期の人生についてはあまり知られていないが、1720年代にポートロイヤルの町に住んでいたことだけはわかっている。 1728年より以前のある時点で、エストレラはウェザビー・スワン総督の邸宅にメイドとして雇われ、その娘エリザベスの世話をしていた。エストレラと制服を着た仲間のメイドがエリザベスにドレスを贈った。スワン総督によるとそれはロンドンの最新ファッションの贈り物で、ジェームズ・ノリントン大尉の提督への昇進式で着るつもりだったという。衝立の後ろで、エストレラはコルセットの紐をきつく締めていた。ドレスは美しかったが、エリザベスには快適ではなかった。このコルセットのきつさが後にエリザベスを気絶させ、チャールズ砦の壁と胸壁から下の海に転落させることになった。これがきっかけで一連の事件が起こり、悪名高い海賊キャプテン・ジャック・スパロウが溺れているエリザベスを救出し、続いて逃亡するために総督の娘を人質に取り、最終的にノリントン提督に逮捕されるに至った。その夜遅く、エストレラは暖炉からベッドウォーマーを取り出し、エリザベス・スワンのベッドの端のシーツの間に滑り込ませ、シーツを軽く叩いて熱が強すぎないことを確認した。エストレラとエリザベスはその日の出来事について簡単に話し合った。エリザベスは海賊に脅されたが、ノリントン提督が以前、総督の娘にプロポーズしたことについて話し始めた。エリザベスはノリントンをどんな女性も結婚を夢見る立派な男性だと考えていたが、エストレラは眉を上げてエリザベスに近づき、若い鍛冶屋見習いのウィル・ターナーへのエリザベスの愛情を暗示的に指摘した。「まあ、あのウィル・ターナーも…立派な男よ」ベッドから、エリザベスはエストレラの含みに鋭く視線を上げた。エリザベスは鋭い言葉でメイドを部屋から追い出し、それは大胆すぎると言った。エストレラは謝罪し、エリザベスが本を手に取ると部屋を出て行った。同じ夜のポートロイヤル襲撃の際、総督の邸宅はヘクター・バルボッサ率いるブラックパール号の乗組員に包囲された。海賊たちが邸宅に押し入ってくると、怯えたエリザベスは部屋に逃げ込み、ドアに鍵をかけた。すぐ後ろにはエストレラがいて、エリザベスと同じくらい怯えているようだった。隠れてひそひそと声を掛け合いながら、エストレラは海賊たちがエリザベスを誘拐しに来たのだと思い込み、彼女は総督の娘で、捕らえられれば取引で非常に価値があると示唆した。エリザベスがエストレラを押し戻して見えなくすると、ドアが揺れ、ノブがガタガタと音を立て、隠れてチャンスがあればすぐに砦へ逃げるよう命じた。突然、ドアが開き、ピンテルとラゲッティが部屋に飛び込んできた。ちょうどその時、隣の部屋に飛び込んだエリザベスの白いローブがちらりと見えた。エリザベスの助言に従い、エストレラは身を隠してホールへ走った。エストレラは執事の死体を見て叫び声を上げたが、まだ開いていた玄関から全速力で逃げ出した。彼女のその後の運命は不明である。

## パイレーツ・オブ・カリビアン/ワールド・エンドのキャラ

### 処刑台
処刑台の少年(Cabin Boy)
演：ブレンダン・ベル
第3作に登場。
処刑台の少年は、カトラー・ベケット卿が七つの海の海賊を撲滅しようとしていた所、キャビンボーイとして働いていた。少年は、チャールズ砦で処刑された海賊と関係のある多くの人々のうちの1人であった。少年は絞首刑にされる前に「海賊の歌」を歌い、それが結果的にに海賊評議会の第4回会議の解散とベケット卿の敗北に繋がった。　　
経歴
処刑台の少年の生涯について作中では詳しく描かれていないため、詳細は不明であるが1710年代に生まれたとされている。少年はある時に海賊船の 船員として働き始めた。少年は東インド貿易会社によって投獄され、カトラー・ベケット卿 が制定した厳格な法令の下、死刑を宣告された。彼はポート・ロイヤルのチャールズ砦に連れて行かれ、中央の中庭の絞首台で絞首刑に処せられるために並んだ。 これに先立ち、少年は8ポンド硬貨を手に入れており、それがヘクター・バルボッサがシップレック・コーヴで海賊長を結集するよう呼びかけたことと共鳴した。 絞首刑の時を待つ間、少年は悲しげに「海賊の歌」を歌い始めた。死刑執行人は少年が絞首縄に届くように樽を見つけて、少年を樽の上に乗せて首にロープをかけた。その歌は集まった囚人全員によって歌われ、最後まで歌い終わると同時に執行人が処刑台のレバーを引き、少年は他の囚人と共に下に落下し処刑された。少年は執行と同時にコインを地面に落とした。
死刑囚の女性A(Death row woman A)
第3作に登場。海賊の乗組員又は海賊と関係を持つ頭にパーマをかけてドレス姿の女性で、東インド貿易会社によって投獄され、カトラー・ベケット卿 が制定した厳格な法令の下、死刑を宣告された。女性Aは他の海賊および関係者が絞首刑にされて行く中ゆっくりと進み顔を右側に傾けた。処刑台の少年が「海賊の歌」を歌うと一緒に歌い、その後処刑された。
死刑囚の女性B(Death row woman B)
第3作に登場。海賊の乗組員又は海賊と関係を持つ肩まで伸ばした髪とドレス姿の白人女性。東インド貿易会社によって投獄され、カトラー・ベケット卿 が制定した厳格な法令の下、死刑を宣告された。女性Bは処刑台の階段をゆっくりと登り、右から2番目の踏み板の上に立つと、手錠がはめられた両手を胸に当てて、祈るようなポーズを取る中、死刑執行人は女性Bの首にロープをかけた。その直後に執行人は踏み板のレバーを引き、女性Bは他の死刑囚と共に地上に落下し処刑された。
死刑囚の女C (Death row woman B)
演:ジェシカ・エリザベス
第3作に登場。パーマに貴婦人の服を着た黒人女性。他の死刑囚と共に処刑を待っている。処刑台の少年が『海賊の歌』を歌うと他の死刑囚と共に歌った。映画では彼女のその後の運命は不明であるが、小説ではその後絞首刑によって処刑された事が判明している。
死刑執行人 (仮名)
演:ロバート・ボブ・エルモア
ジャマイカのポート・ロイヤルに住み込み、新しく昇進したジェームズ・ノリントン准将の指揮下で駐留していたイギリス海軍と共に働いていた死刑執行人である。1728年に死刑執行人はジャック・スパロウ船長の絞首刑を任されたが、スパロウを救出したウィリアム・ターナー・ジュニアによって中止された。翌年、この死刑執行人はフランスの海賊キャプテン・シュヴァルの処刑を指揮したが、絞首縄はジャック・スパロウによって事前に妨害されていたため、執行は中止された。同年、この死刑執行人は、海賊との戦いの最中にカトラー・ベケット卿と東インド貿易会社が手配した大量の海賊の処刑を遂行した。

### カリブ海
スカーレット
演:
トルトゥーガ島にある家に住んでいた売春婦で、は明るい赤毛で、顔には過剰なほどの赤みを帯びた赤いドレスを着ているのが特徴。
経歴
スカーレットはジャック・スパロウと過去にも関係があったが、彼に対する敵意が募り、トルトゥーガでジャックと再会した際に顔を平手打ちした。ジャックは、その平手打ちは不当だと言ったが、その直後にジゼルがした平手打ちの方が、より正当だと感じた。
二人の間には溝があったにもかかわらず、スカーレットとジゼルはトルトゥーガ島で一緒にいる姿がよく見られ、 1年後、ウィリアム・ターナーがスパロウを捜索していた際に二人に近づいたが、スカーレットはジャックが1ヶ月以上も見られなかったと主張した。
ジャックはデイヴィ・ジョーンズのロッカーから救出され、カリプソの戦いの大混乱が終わった後、最終的にスカーレットと再会したが、スカーレットもジゼルも愛していないと認めた後、再び平手打ちで迎えられた。ジョシャミー・ギブスはスカーレットとジゼルを連れて出発し、ジャックは若返りの泉を探す旅に出た。スカーレットのその後の運命は不明である。
ジゼル
演:ヴァネッサ・ブランチ 
ジゼルの経歴については、海賊の黄金時代にカリブ海に住んでいたこと以外、作中で描かれていない。ジゼルは売春婦として、悪名高い海賊ジャック・スパロウと出会い、友人となった。ジャック・スパロウは彼女にとって単なる客以上の存在となった。
経歴
1720年代後半のある時点で、ジゼルはカリブ海の海賊の拠点であるシップレック島にいました。そこでジャック・スパロウに出会ったとき、彼はジゼルに結婚を約束しました。彼は本当に結婚するつもりであることを示すために赤い宝石のついた指輪までジゼルに贈りました。彼のプロポーズに喜んだジゼルは、部屋に行き、きちんとした高級な服に着替えた。
しかし、結婚式の準備をしていたとき、ジゼルは同僚のスカーレットも同じことをしていることに気がつき、二人がまったく同じ婚約指輪をしていることを発見した。二人の女性は花婿が同じ男性、ジャック・スパロウであることに気がついた。
突然、カーテンが開き、歓声を上げ叫ぶ男たちの群れが現れた。競売人として知られる男が現れ、最高額の入札者にそれらを売る準備ができていた。この暴露に怒ったが、ジゼルは老海賊がわずか銀貨5枚で入札したことにさらに怒った。集まった海賊たちはスカーレットにもっと高い金額を提示し始めた。
しかし、二人が喧嘩を始めたため、競売人は二人を一組で売ろうと提案した。最終的に裕福な海賊のダヴィス侯爵が銀貨700枚とヤギ二頭を提示し、競売に勝った。ジゼルとスカーレットは大喜びしたが、突然、競売人は二人に手錠をかけ、買ったのだから売ってもいいと主張した。彼は神聖な海賊法典にその通りだとさえ述べ、海賊マンガードもそれを裏付けた。
この出来事に怒ったジゼルは、競売人に自分が所有しているものややっているものと同じものを彼も所有しているか尋ねた。競売人がそれを確認すると、彼女は「じゃあ、これを所有しなさい！」と言い、マンガードの顔を強く平手打ちし、海賊の群れの間に騒動を引き起こした。
混乱の中で、マンガードは誤ってピラータ・コーデックスの本を撃ってしまった。スカーレットとジゼルは逃走した。ジゼルは次にジャック・スパロウに会うときには、自分の手のひらで「再会」すると誓った。その後、スカーレットは、ジャックが「結婚式」に気が進まない場合に備えて、ジャックのボートに打ち込まれた4本の釘を抜いたことを明かした。
難破船島での事件の直後、ジゼルは別の海賊港であるトルトゥーガ島に移った。ある日、ジャック・スパロウとスカーレットが一緒にいるのを見たジゼルは、ジャックの顔を平手打ちした。これは、ジャックが少し前に同じように激怒したスカーレットから受けた平手打ちを彷彿とさせるものだった。
二人の間には溝があったにもかかわらず、スカーレットとジゼルはトルトゥーガでよく一緒にいるのが目撃されていた。ウィリアム・ターナーがジャック・スパロウを探していたとき、二人は1ヶ月間スパロウを見ていないと主張し、彼らからのメッセージを彼に伝えてくれないかと頼んだ。
デイヴィ・ジョーンズ・ロッカーから救出され、カリプソの戦いの大渦が終結した後、ジャックは最終的にスカーレットとジゼルと再会した。その際、ジャックは二人と一緒にいて、ブラックパール号に乗せてあげると約束した。ブラックパール号が消えたのを見た後、ジャックは二人に嘘をつき、二人を愛してはおらず、侮辱的な言葉を言ったと告白した。二人は怒りで再びジャックを平手打ちした。ジゼルとスカーレットはジョシャミー・ギブスと共に出発し、ジャックは若返りの泉探しの旅に出た。彼女のその後は作中で描かれていないため不明となっている。

### シンガポール
タトゥーが入った海賊
演 - 田中亨
シンガポールのサオ・フェンの浴場に住んでいた中国の海賊。
経歴
この男の生涯については、最終的に中国人の 海賊となり、サオ・フェンの海賊団に仕えるようになったこと以外ほとんど知られていない。ドラゴンの刺青を入れた大男はシンガポールにある主人の浴場で警備員として働いていた。タイ・フアンがヘクター・バルボッサとエリザベス・スワンを浴場に案内すると、警備員はフェンのいる部屋の奥まで同行した。エリザベスがサオ・フェンに話しかけようと前に進むと、刺青の海賊が前に出てエリザベスの肩に手を置いた。エリザベスが彼を振り払い、離れろと叫ぶと、彼は後ずさりして腕を押した。浴場の床板の下からスワンの肌を露出したシルクのローブの下を見上げていたラゲッティはピンテルにそのことを伝えたが、エリザベスを制止しようとした際に代わりに前に出ていたため、刺青の海賊しか見えなかった。その後、フェンの命令により、彼と浴場にいた他の海賊たちは武器を抜き、スワンとバルボッサと戦うために踵を返した。しかし、東インド貿易会社の兵士たちが浴場に突入し、入れ墨の海賊は浴場内とシンガポールの街中で続く戦闘に参加した。映画では彼のその後の運命は不明となっているが、小説では東インド貿易会社によって捕らえられ、死刑となった事が語られている。
キノコ耳の男 (Mushroom Ear)
演 - エドウィン・ハバコン
経歴
この男の生涯については、後に中国人の海賊となり、サオ・フェン船の海賊団に仕え、シンガポールにある主人の浴場の警備員として働いていたということ以外、あまり知られていない。彼は蒸気の立ち込める浴槽に長時間入っていたため、顔には菌が生え、空気中の湿気で耳にもキノコが生えていた。タイ・フアンがヘクター・バルボッサ船長とエリザベス・スワンを浴場に案内すると、キノコ耳の男はゆっくりと振り返り二人を見たため、頬に生えたキノコでスワンは驚いた。その後、フェンの命令で、彼と浴場にいた他の海賊全員が武器を抜いて向きを変え、スワンとバルボッサと戦った。しかし、東インド貿易会社の兵士たちが浴場に押し入り、キノコ耳の男は続く戦闘に参加したが、彼が生き残ったかどうかは不明である。
銭湯の男/海賊
演 - アルバート・リー
性別:男、死亡:1729年、シンガポール
経歴
この男の生涯については、後に中国人の海賊となり、サオ・フェンの海賊団に仕え、シンガポールにある主人の浴場で警備員として働いていたということ以外、あまり知られていない。彼は湯気の立つ浴槽に長時間入ったため、顔には細菌が生えていた。タイ・フアンがヘクター・バルボッサ船長とエリザベス・スワンを浴場に案内したとき、この浴場の海賊は他の客にマッサージされている間、静かに浴槽に座っていた。彼は彼らに顔を上げず、マッサージされている間、ただ浴槽につかってリラックスし、目を閉じていた。その後、フェンの命令で、彼と浴場にいた他の海賊全員が武器を抜き、向きを変えてスワンとバルボッサと戦った。しかし、そのとき東インド貿易会社の兵士たちが浴場に押し入り、続く戦闘でこの浴場の海賊は殺された。他の者が浴場から逃げる間、彼は浴槽の中で死んでいた。
ボイラー室の係員 (Boiler Room Attendant)
演 - タイラー・トゥイオーネ
経歴
この男の生涯については、後にサオ・フェンの海賊団に仕える中国人の海賊となり、シンガポールにある主人の浴場でボイラー室の係員として働く大男になったということ以外、あまり知られていない。ジョシャミー・ギブス率いる乗組員が見たところ、サオ・フェンが「もっと蒸気を」と要求するたびに、彼は浴場のボイラーに石炭をシャベルで入れていた。彼には2人の小人の助手がいて、メインルームのリアンからの蒸気の要求を彼に伝えていた。ラゲッティはそれを見ると逃げようとし、トンネルの入り口に戻ろうとしたが、ギブスに止められた。係員はすぐに乗組員に制圧され、助手たちは縛られ、続いてマーティが自分のシャベルで係員を殴り、意識を失わせた。彼のその後の消息は不明である。
リアン
演-ミシェル・リー
シンガポールにて海賊長の一人であるサオ・フェンの付き添い兼マッサージ師として登場した女性。パークの姉。
経歴
シャドー・ロードの脅威のさなか、上海への航海を中断したサオ・フェンがジャック・スパロウ、バルボッサ、カロライナを連れてきたとき、リアンもエンプレス号に乗っていた。リアンは妹とともに、主人に内緒でジャック・スパロウと恥知らずなほどに戯れ、ジャックも同じように仕返しをした。スパロウがサオ・フェンのために深海オパールを手に入れることに同意したとき、主人は彼女にジャックに付き添い、策略がないことを確実にするよう命じた。
リアンはジャック、ビリー・ターナー、ディエゴ・デ・レオンを海の底にある空気の満たされた洞窟まで案内し、その途中でもジャックを露骨に誘惑し続けた。洞窟を進むと、リアンと他の海賊たちは、突き当たりで奇妙な多色の光が輝くトンネルに出会った。彼らが通り抜けると、トンネルは巨大な洞窟へと開いており、そこで4人は奇妙な虹色の光の源を発見した。それは、虹色の鱗を通して明るく渦巻く色を変化させる眠っている巨大な蛇だった。壮大な生き物に対する最初の畏怖を乗り越えた後、リアンと他の人たちは、それが部屋から出る唯一の出口であるさらに別の洞窟を守っていることに気付いた。海賊たちは意識を失ったレインボー・サーペントをなんとか忍び足で通り過ぎ、次の洞窟に身をかがめ、そこで深みから輝く光に照らされた透明な水のプールを見つけた。近づいていくと、リアンはその神秘的な光が、水の中心で揺らめく巨大なディープ シー オパールから発せられていることに気づいた。
ジャックは、ビリーとディエゴに断られたリアンにオパールを取ってこさせようとしたが、彼女はきっぱりと拒否した。ジャックがオパールに触ろうとすると、リアンは水面が泡立ち始め、その深みから女性の生き物が現れるのを見た。それは人魚のモーヴェレンだった。驚いて、リアンたちは脱出を期待して洞窟の出口に向かったが、今やすっかり目覚めたレインボー サーペントの頭で出口が塞がれていた。スパロウが神秘的なミニチュアの石の頭をモーヴェレンと交換してオパールを手に入れた後、リアンと他の海賊たちは洞窟を出て、水上竜巻の入り口を通って地上に戻り、大喜びのサオ・フェンが全員をリャン・ダオの屋敷に連れて行った。
一行が屋敷に到着し、サオ・フェンがディープ・シー・オパールを使ってリャン・ダオの王位を奪おうとしたとき、ダオとフェンの部下の間で大規模な戦闘が勃発し、リアンとパークは戦いに飛び込んだ。リアンとパークは鋼鉄の扇子でリャン・ダオの部下を切り刻み、フェンの側が勝利を収め、フェンは南シナ海の新たな海賊長となった。戦いが終わると、リアンと妹はジャックとの思わせぶりな戯れを再開し、ジャックはサオ・フェンを騙して、ブラックパール号での香港への旅に同行するよう命じた。航海中、彼女とパークはジャックにマッサージを施したが、ゾンビのアレックスに邪魔された。
香港に到着すると、リアンと妹はジャック、ビリー、カロライナ、ディエゴ、ジーンと共にEITCのエージェントに変装し、誰にも見つからずに通りを移動した。しかし、このグループはベネディクト・ハンティントンに止められた。彼は妻のバーバラに感心してもらおうと、彼らの巡回の様子を報告したかったのである。バーバラは、自分とパーク、カロライナがEITCの制服の下でいかにも女性らしく見えることに気づき、リアンの策略にもう少しで気付くところだったが、彼女の懸念は夫に無視され、ジャックがハンセン病のふりをしたので、夫は騙されて海賊たちを逃がしてしまった。サオ・フェンが引いたルートを進み続けたリアンたちは、ついにミストレス・チンの部下の一団に止められた。彼らは彼らを本物のEITCエージェントだと信じていた。チンがジャックの癖を思い出し始め、サオ・フェンが近くの仲間に現れると、リアンたちはチンに案内されて海賊王のアヘンの洞窟に行き、会議を始めた。
会議中にベネディクト・ハンティントンとリャン・ダオがアヘン窟に奇襲を仕掛けたとき、ハンティントンが銃弾を発射した際、リアンと双子の姉妹は身を投げ出してサオ・フェンを押しのけ、主人の命を救った。ジャックが小屋に火を放った後、戦闘が路上に移ると、彼女とパークはハンティントンのEITCエージェントに対して、洞窟内だけでなく小屋前の広場でも勇敢に戦った。リアンの助けにより、海賊長側はEITCエージェントを広場の向こう側に追い返し、撤退を余儀なくされた。サオ・フェンとチンが正式に同盟を結んだ後、リアンとパークは主人とともに屋敷のもとへ戻った。
ヘクター・バルボッサが海賊長と浴場で会っていたとき、リアンはまだサオ・フェンに仕えていた。双子の二人はブラックパール号でスパロウと過ごした時間を思い出し、その名前に気づいて少し笑ったが、船長に黙らされた。面会は悪化の一途をたどったが、東インド貿易会社の兵士たちが浴場に押し入ってきたことで中断された。リアンとパークは主人とともに兵士たちと戦ったが、兵士たちのリーダーであるイアン・マーサーが浴場に入ってくるとエリザベス・スワンを撃った。不幸なことにウィル・ターナーがエリザベスを押しのけ、マーサーの銃弾は代わりにパークに当たり、彼女は即死した。
サオ・フェンとその部下は浴場から逃げ出し、シンガポールの路上で戦いを続けた。復讐を企むリアンは小さな倉庫でマーサーを待ち伏せした。短い格闘の後、リアンはマーサーの髪に刺さった鋼鉄の箸で彼女を刺した。マーサーはリアンを地面に突き倒し、リアンが抵抗したにもかかわらず、すぐにリアンを撃ち殺した。
パーク (park)
演 - アドリエンヌ・ウォン
経歴
パークはシンガポールの 主人の浴場ではよく彼の傍らに立っている侍女。また、双子の二人はフェンの身分を高く評価しており、フェンに衣装を着せることが多かった様子。二人はボディガードとしても雇われた。二人は武術と剣術に非常に長けており、髪に差した鋼鉄の箸を武器として使うこともあった。シャドウ・ロードの脅威にさらされていた上海への航海を中断したサオ・フェンがジャック・スパロウ、バルボッサ、そしてカロライナをエンプレス号に乗せた時、パークは船上にいた。妹と共に、パークは主人に内緒でジャック・スパロウに臆面もなく言い寄り、ジャックも同じように仕返しをした。
妹の協力でジャックが主人のために深海オパールを手に入れた後、パークはサオフェンとともにリャン・ダオの屋敷へと向かった。サオフェンがオパールを使ってリャン・ダオの王位を主張すると、ダオとフェンの部下の間で大規模な戦闘が勃発し、パークとリアンは戦いに身を投じた。パークとリアンの活躍により、リャン・ダオの部下たちは先の尖った扇で切り裂かれ、フェン側は勝利を収め、フェンは南シナ海の新たな海賊長となった。戦いが終わると、パークと妹はジャックとの思わせぶりな態度を再開し、ジャックはサオフェンを騙して、ブラックパール号での香港行きの旅に同行するよう命じた。航海中、パークとリアンはジャックにマッサージを施したが、ゾンビのアレックスに邪魔された。
香港に到着すると、パークと妹はジャック、ビリー・ターナー、カロライナ、ディエゴ・デ・レオン、ジャン・マグリオーレと共にEITCのエージェントに変装し、見つからずに通りを移動した。しかし、この一行はベネディクト・ハンティントンに止められた。ハンティントンは、妻のバーバラに感心してもらおうと、パクたちのパトロールの様子を報告しようとしていた。バーバラは、自分とリアン、カロライナがEITCの制服の下でいかにも女性らしく見えることに気づき、パークの策略にもう少しで気付くところだったが、夫は彼女の懸念を無視し、ジャックがハンセン病のふりをしたので、彼は騙されて海賊たちを逃がした。サオ・フェンが引いたルートを進み続けたパークたちは、ついにミストレス・チンの部下の一団に止められた。彼らは彼らを本物のEITCエージェントだと信じていた。チンがジャックの癖を思い出し始め、サオ・フェンが近くの路地に現れると、パークと他の人たちはチンに案内されて海賊王のアヘン窟に行き、会議を始めた。会議中にベネディクト・ハンティントンとリャン・ダオがアヘン窟への奇襲攻撃を仕掛けたとき、ハンティントンが銃弾を発射した際、パークとリャン・ダオは身を投げ出してサオ・フェンを押しのけ、主人の命を救った。ジャックが小屋に火を放ったことで戦闘が路上に移ると、パークとリャン・ダオはハンティントンのEITCエージェントと、小屋前の広場だけでなく、洞窟でも勇敢に戦った。パークの助けもあり、海賊長側はEITCエージェントを広場の向こう側まで追い返し、撤退を余儀なくされた。サオ・フェンとチン夫人が正式に同盟を結んだ後、パークとリャン・ダオは主人とともにエンプレス号のもとへ戻った。
ヘクター・バルボッサが海賊長と浴場で会っていた頃、パークはまだサオ・フェンに仕えていた。二人はブラックパール号でジャック・スパロウと過ごした時間を思い出し、軽く笑いながらその名前を認識した。その会合はイアン・マーサー率いる東インド貿易会社の兵士たちが浴場を襲撃したことで中断された。リアンとパークは主人の側で兵士たちと戦った。マーサーが浴場に入ると、彼はエリザベス・スワンを撃った。パークにとって不運なことに、ウィル・ターナーがエリザベスを押しのけたため、弾丸は代わりにパークに当たり、彼女は即死した。リアンはパークの死の復讐としてマーサーを待ち伏せしたが、運命は最終的にマーサーに彼女も殺させることになった。
タイ・ファン
演:レジ・リー
海賊長の一人であるサオ・フェンの副官を務める海賊。
タイ・ファンはサオ・フェンと会う前にシンガポールでエリザベス・スワンとヘクター・バルボッサに会った。彼はエリザベスをほとんど信頼しておらず、サオ・フェンの屋敷に入る前に武器と衣服を脱ぐように頼んだ。彼は後にサオ・フェンと共に東インド貿易会社との戦いに参加した。後にジャック・スパロウを救う旅にも加わった。
フアンとその部下は後にウィリアム・ターナーが取り決めた取引に従い、ハイ・ペン号でヘクター・バルボッサの乗組員とともに世界の果てへ向かった。彼はデイヴィ・ジョーンズのロッカーでジャック・スパロウに忠誠を誓ったが、それは自身の船の船長であるジャックが「最高額を提示した」という条件付きだった。ファンとその部下はスパロウとともにロッカーから出航した。
ステング
演:ラリー・レオン
サオ・フェンの手下の一人。正体は東インド貿易会社のスパイ。
経歴
ステングの幼少期についてはあまり知られていないが、中国生まれであることは知られている。人生の特定の時期に、彼は東インド貿易会社（カトラー・ベケット卿とその書記官イアン・マーサー率いる）に諜報員兼スパイとして雇われ、後に悪名高い南シナ海の海賊長サオ・フェンをスパイする任務を任された。ステングは肩甲骨に偽の龍のタトゥーを入れ、中国の海賊に変装して、シンガポールにあるフェンの浴場に潜入したステングはフェン、ヘクター・バルボッサ、エリザベス・スワンとの会合に同席していた。その際、ステングの刺青が水によって流れ始め、フェンは偽装に気づいた。しかしフェンは、そのスパイがバルボッサに仕えていると信じ、戦闘が勃発した。東インド貿易会社はマーサーの指揮の下、浴場を急襲したが、バルボッサ、スワン、そして彼らの海賊たちはフェンと部下の大半と共に脱出に成功した。安全を確保したフェンは、ステングの真の所属を知った今、彼を処刑することを決意した。ステングを殺したのは誰であったかは不明であるが、フェンの部下か、あるいはフェン自身による犯行である可能性もある。ステングは口からフェンの拳で突き刺され、その死体はブラックサンドビーチの海に投げ込まれ、その過程で水を汚染した。
数日後、デイヴィ・ジョーンズ・ロッカーからの脱出後、ジャック・スパロウとバルボッサはブラックパール号の乗組員と共にブラックサンドビーチでステングの遺体を発見した。このビーチは、フライング・ダッチマン号の船長デイヴィ・ジョーンズが東インド会社（EITC）に強制的にクラーケンを殺させられた後、クラーケンの安息の地となった場所でもある。ピンテルはシンガポールでの出来事を思い出し、ステングの遺体を見て彼が誰であるかを認識した。
2人の侍女
南シナ海の海賊長サオ・フェンの個人的な召使として仕えていた2人の侍女で、シンガポール海戦の後の数日間に南シナ海の海賊長サオ・フェンに仕えていたということ以外ほとんど知られていない。エリザベス・スワンがサオ・フェンの捕虜としてエンプレス号に連行されたとき、侍女たちは彼女が船に初めて乗った瞬間から彼女のあらゆる必要に応え、体を洗い、豪華な中国の伝統的なガウンを着せた。侍女たちは任務を終えてすぐに主人に解雇されたが、その直前に船はフライング・ダッチマン号に襲撃され、エンプレス号の乗組員は殺されるか営倉に入れられた。侍女の二人はその後姿を現さなかったため、運命は不明である。

### 難破船の入り江 (評議会)
ビジャヌエバの補佐役
演 - ウンベルト・フェルナンデス・トリスタン
海賊長エドゥアルド・ビジャヌエバの補佐官を務めた人物として知られている。
経歴
この男の生涯については、海賊長であるエドゥアルド・ビジャヌエバ船長の補佐官として働くスペインの 海賊になったということ以外、あまり知られていない。ビジャヌエバの補佐官は難破船街の海賊島で開かれた第4回海賊長評議会に集まった海賊の一人であった。会議の間、補佐官はビジャヌエバの傍らに立ち、警戒を怠らず、いつでもレイピアとピストルを抜く準備ができていた。新しい海賊長エリザベス・スワンがサオ・フェンの死の知らせを持ってくると、ビジャヌエバの補佐官は船長と同じ憤りの表情を浮かべた。他の多くの海賊と同様、スワンが海賊同胞団にカトラー・ベケット卿と東インド貿易会社と戦うよう提案したとき、彼は笑っていた。ヘクター・バルボッサの海の女神カリプソを解放する計画をめぐってビジャヌエバとライバルのシュヴァルの間で争いが勃発すると、補佐官は剣を抜き、集まった海賊たちの間で勃発した乱闘に加わりました。バルボッサが戦いを止めると、彼はビジャヌエバの傍らに戻り、後にティーグ船長がピラータ・コーデックスを取り出すのを畏敬の念をもって見守った。エリザベス・スワンが海賊王に選出され、東インド貿易会社に宣戦布告すると、彼は他の海賊たちと共に剣を振りかざして歓声を上げた。翌日、評議会の艦隊が戦闘準備を整えると、彼はビジャヌエバ船長に同行し、センチュリオン号に乗り込み、スワン船長の命令で自ら海賊旗を掲揚した。

## 家族

### スパロウ家
ジャック・スパロウ
本作全ての主人公。
エドワード・ティーグ
ジャック・スパロウの父親。
ジャック・スパロウの母
ジャック・スパロウの母親であり、ティーグの妻。ジャックの母親の生涯についてはあまり描かれていないが、台風の船上で息子ジャックを出産したことだけは知られている。母の死後、彼女の首は切り落とされ、縮められた。この恐ろしい彫像は彼女の夫ティーグの所有物であり、第4回評議会の直後に彼の息子ジャック・スパロウに受け継がれた。ジャックは母親の運命を知る前に父親に母親のことを尋ねており、干し首をベルトに縛り付けて常に持ち歩いていた。海賊との戦いの後半と若返りの泉の探索の間、干し首はジャックのベルトからぶら下がっていた。ジャックは後に、母親の首を、干し首商人のトレーダー・サムという知り合いに渡した。スパロウの母親はポリネシアンのサムのバーで「ぶらぶら」するのが好きだったようで、ジャックが首をサムに預けたのはそのためである。母の首は少なくとも20世紀半ばまではここに置かれていた
ジャックおじさん/アンクル・ジャック
役　ポール・マッカートニー
ジャック・スパロウの行方不明の叔父。
ジャック・スパロウの祖母
ジャック・スパロウの父方の祖母　
ヘイゼルおばさん
ジャックのおばさん。詳細は不明。
「エース」ブランニガン
海賊の船長でジャックの叔父。彼は家族の「子供たち」から頻繁に集団で攻撃され、殴打されている。
「クイック・ドロー」マクフレミング
ジャックの叔母。彼女はジャックの「おばあちゃん」をラム酒の大ジョッキで頻繁に襲っていた。
ヴァレリー
ジャックのいとこで、海賊。ティーグは彼女をとても尊敬しており、息子が彼女のようになることを望んでいる。
メイベルトルード
凶暴な夢想家で、ジャックの祖母のいとこ。ジャックが8歳のとき、ジャックの祖母はジャックが船を燃やしそうになると予言し、その結果、彼女とティーグはジャックを監獄に閉じ込めた。
スパロウ家の家長
家族との関係は不明だが、略奪した財宝の遺産を管理している。ティーグは常にこの男を倒してすべての略奪品を自分のものにしようと企んでいた。

### ターナー家
ウィル・ターナーの母
フルール・ド・ラ・モール号の乗組員との冒険からしばらくして、ビリー・ターナーはこの女性と出会った。二人は恋に落ち、結婚した。ターナー夫人はビリーの古い友人の一人である悪名高い海賊ジャック・スパロウと出会い、二人でいくつかの冒険を共にした。ジャックは何度も若いカップルの命を救った。1710年代後半までに、ビリーと妻はスコットランドにいた。彼らはここで男の子を授かり、父親はその子をウィリアムと名付けたが、時には「ウィル」というあだ名で呼ばれることもあった。ウィリアムが生まれて間もなく、両親は植民地に移り、最終的にノースカロライナに定住した。ビリーは商船の船員としての仕事を見つけた。出航する少し前に、妻はビリーにハンカチを渡し、彼はその後の冒険の間ずっとそれを持ち続けた。しかし、ある航海で、彼の船はトルトゥーガ島沖でスペインの海賊に拿捕された。ビリーは島に取り残され、妻と連絡が取れなくなった。そこで彼はジャックと再会し、ブラック パール号に乗せて家族の元へ連れて行くと約束した。しかし、それは嘘だった。パール号はニューオーリンズへ、その後は南アメリカへ向かったからである。理由は不明だが、ウィルの母親は息子とともにイギリスに移住し、亡くなるまでそこで生涯を過ごした。